# Євдокимов Ярослав Олександрович
Євдоки́мов Ярослав Олександрович (нар. 22 листопада 1946, Користь, Рівненська область, Україна) — співак (баритон), народний артист Білоруської РСР, заслужений артист Російської Федерації.
Я.Євдокимова вирізняє глибоко продуманий відбір репертуару. Артистові властиві природність та безпосередність, елегантність, вроджений артистизм, глибока музикальність, досконалість інтонації, чистота співу, правильне сценічне самопочуття, при якому емоційно забарвлені виконавські наміри підсвідомо викликають необхідні нюанси, роблять спів живим, дієвим. «У його виконавському інтерпретуванні органічно поєднуються народний мелос, фольклорне нюансування, елементи народного гумору, жарту с особливим тембровим забарвленням, відтінком голосу — все це створює гармонію».

## Життєпис

### Дитинство і юність
Народився 22 листопада 1946 року у місті Рівному.
Його мати Анастасія Харитонівна Очеретович уже за тиждень після одруження, зазнавши політичних репресій, потрапила до Рівненської в'язниці, де й народився співак. «Як багато в ті часи народжувалося дітей у в'язниці і скільки помирало. Врятувати сина від голоду у ті страшні роки їй допомогла співкамерниця Зіна, дружина льотчика, героя війни, яка годувала свою дитину і Ярослава». Батько Олександр Гнатович Євдокимов родом із Пермської області, Красновишерського району, теж був репресований. Мати віддала п'ятимісячного сина своїм батькам, сама ж опинилася на одному з рудників Норильська, заполярного міста.
Зростав у селі Користь Корецького району Рівненської області. Його виховували бабуся Ярина, дідусь Харитон і рідна сестра матері, тітка Ганна, у хаті якої на той час знаходилась сільська бібліотека.
Працювати й співати почав рано. Перші уроки вокалу отримав у дідуся, який сам співав у церковному хорі і залучав до цього Ярослава. Дідусь Харитон був першокласним ковалем, він навчав онука ковальської справи, але не просто так — із народною піснею, яка й означила долю хлопця. У кузні гартувався його дух і, можливо, ставав абсолютним слух, і міцнів баритоновий голос. Так і виростав він, вбираючи всю красу української природи, знаючи святу ціну шматка хліба, захоплюючись пісенною культурою рідного народу, що врешті призвело до усвідомлення національної самобутності митця.
Знову побачив матір у 1955 році, коли вона змогла приїхати до рідного села. Анастасія Харитонівна (реабілітована 24.04.1954 р., в Україні у 1991 р.) повернулася до Норильська працювати, забрала сина. Ярослав там закінчив музичну школу. Вступив до музичного училища, клас контрабаса, бо не було вокального відділення. В училищі, у творчій майстерні Рими Федорівни Тараскіної, заслуженої артистки Росії, розпочинав заняття з вокалу. Після служби в армії до училища уже не повернувся.
Незважаючи на вроджений талант, навчався у Корецькому професійному училищі, із жовтня 1964 р. по квітень 1965 р. опановував робітничу спеціальність.
Прийшов час служби в армії (1965–1968). Разом із земляками потрапив на Північний флот, Кольський півострів, місто Североморськ, селище Видяєво. От лише на корабель чи на підводний човен його не взяли, бо був такий негласний наказ: «Дітей репресованих батьків до секретних військових об'єктів не допускати». Рядовий Євдокимов три роки прослужив у будівельному загоні. Був ротним заспівувачем, організатором пісенної творчості серед солдатів.
Після демобілізації повернувся до рідного села та згодом поїхав до Дніпра, де працював на шинному заводі. Випадково почав співати у ресторані. Там же, у Дніпропетровську, одружився з білоруською дівчиною, переїхав на її батьківщину.

### Творчий шлях
Незважаючи на те, що народився Ярослав Євдокимов в Україні, становлення його як артиста естради припало на період життя у Білорусі, яку він називає другою Батьківщиною. Саме тут став відомим.
Сьогодні живе й працює у Російській Федерації.
Однією із особливостей творчості є багатонаціональність, оскільки є тісні зв'язки із Україною, Білоруссю, Росією. Культури трьох країн гармонійно поєднуються у його творчості.
Визнання у кожній із цих країн сприяло появі своєрідної алегоричної класифікації, що додавала титул до імені артиста: білоруський соловей, гарний «Фантазер».

#### Білоруський соловей
Приїхав до Бобруйська, де влаштувався на молочний завод вантажником. Згодом переїхав до Мінська.
Ярослав мріяв співати, але в українського самородка не було спеціальної музичної освіти. Та у Білорусі його творча кар'єра знайшла достойне продовження. У 1975 році пройшов прослуховування у Мінській філармонії, де формувалась концертна програма «Пам'ять», і його, як виняток, залишили. Із 1975 року соліст-вокаліст Мінської філармонії. Розпочалось активне гастрольне життя. Про нього заговорили, як про феноменально обдарованого артиста. Акомпонуючим колективом була група «Карусель».
Я.Євдокимов розумів, що природні здібності — добре, а вокалісту необхідна професійна школа. Вступив до Мінського музичного училища ім. М.Глінки (1979). Спеціальність — вокал, клас заслуженого працівника культури Республіки Білорусь Адама Мурзича.
У Мінській філармонії познайомився із професором Бучелем Володимиром Миколайовичем (1935 р.н.,баритон), одним із найкращих у СРСР спеціалістів із техніки італійського бельканто. Три роки він брав уроки в маестро.
Музичне навчання поєднував із концертною практикою в Ансамблі пісні й танцю Білоруського військового округу (художній керівник Смислов Віктор Іванович, керівник Муранов Лев Борисович), куди на запрошення керівництва перейшов із філармонії. За три дні вийшов на велику сцену із піснею «Соловьиная роща» (російською мовою). Розпочались гастролі по усій країні — від Білорусі до Далекого Сходу. Робота під керівництвом досвідчених хормейстерів і диригентів була корисною для творчого росту співака (1977–1980).
За скеруванням ансамблю виконавець узяв участь у III Всесоюзному телевізійному конкурсі «З піснею по житті» (1979), що проходив в Останкінській концертній студії. Це був його перший виступ на Центральному телебаченні. Саме у військовій формі уперше з'явився на телеекрані. Пісня («Ростань» (білоруською мовою) І.Скурко, І.Лученок) була надто висока за теситурою, незручна для баритона, тому молодому артистові не вдалося підпорядкувати її своєму голосу й досягти емоційної виразності у виконанні. У лідери не потрапив, був удостоєний звання дипломанта.
У 1980 році молодий артист узяв участь у державному концерті, присвяченому Дню визволення Мінська від фашистських загарбників, на якому присутнім був перший секретар ЦК Компартії Білорусі Петро Машеров. Колишнього партизана Машерова полонила пісня «Поле пам'яті» (Л.Захлєвного, В.Некляєва), яку виконав Ярослав. Зворушення першої людини в республіці було таким сильним, що він розпорядився присвоїти Ярославові Євдокимову почесне звання «Заслужений артист Білоруської РСР».
Цього ж року співак стає солістом Білоруського національного радіо й телебачення (1980–1990 рр.), де зміг серйозно зайнятися поповненням свого репертуару, у чому йому завжди активно допомагав Б. І. Райський, заслужений артист Білорусі, головний диригент симфонічного оркестру Держтелерадіо Білорусі. Молодий співак пройшов добру професійну школу й записав у студії республіканського Будинку радіо майже увесь свій основний пісенний репертуар — понад сімдесят творів білоруських авторів.
Відразу після військового параду 9 травня 1980 року по Центральному телебаченню й першій програмі Всесоюзного радіо у виконанні Ярослава Євдокимова прозвучав, спеціально написаний для нього, цикл пісень «Пам'ять» («Поле пам'яті», «Носіть ордени», «Милосердя», «Пісня Перемоги»), композитор Леонід Захлєвний. Спільна робота композитора й співака принесла заслужений успіх, стала етапною у їх творчості і помітним явищем у музичному мистецтві Білорусі, була номінована у 1984 році на здобуття Державної премії БРСР.
Спеціально для Ярослава Євдокимова, враховуючи його вокальні можливості, Валерій Іванов написав цикл пісень-балад «Будьте обов'язку вірні».
Звістка про талановитого співака долетіла і до Москви. Редактор і ведуча програми «Алло, ми шукаємо таланти» Тетяна Коршилова запросила його до своєї передачі. Ольга Молчанова із Центрального телебачення — у найпопулярніші в ті роки передачі «Ширше коло»(06.11.1988). Ярослав Євдокимов був ведучим цієї передачі. Брав участь у програмі «Заспіваймо, друзі!». Голос артиста часто звучав і в програмах Всесоюзного радіо.
Ярослав закінчує Мінське музичне училище ім. М.Глінки у 1981 році, уже працюючи солістом Держтелерадіо Білорусі.
На Всесоюзному фестивалі «Пісня року-81» дебютував із піснею «Зачарована моя» (Г.Буравкін, І.Лученок). Увійшла до антології пісень про Перемогу у Другій світовій війні «Лист із 45-го» (1983, М.Ясень (Гольдман), І.Лученок). Уперше прозвучала на фестивалі, здобула успіх і стала класичною вокальною спадщиною пісня «Травневий вальс» (1985, М.Ясень (Гольдман), І.Лученок):
| «Одна із найкращих композицій на воєнну тематику, яку написав народний артист на слова поета-фронтовика із Мінська, уперше прозвучала у 1985 році на «Пісні року» по Центральному телебаченню й здобула приголомшливий успіх. Саме виконання Євдокимова визнано канонічним, хоч за неї брались інші артисти, серед яких і Кобзон».[59] Оригінальний текст (біл.) «Адна з самых адметных кампазыцыяў на ваенную тэму, напісаная народным артыстам на верш паэта-франтавіка зь Менску, упершыню прагучала ў 1985 годзе на «Песьні году» па Цэнтральным тэлебачаньні і займела ашаламляльны посьпех. Менавіта выкананьне Еўдакімава прызнаецца за кананічнае, хоць за яе браліся і іншыя артысты, у тым ліку Кабзон». |
У біографії Ярослава Євдокимова була гастрольна поїздка до Афганістану, у жовтні 1986 року, до радянських воїнів, коли він виконував спеціально написану для цієї поїздки пісню «Снимок в газете» (М.Ясень (М.Гольдман), І.Лученок).
Результатом співпраці артиста із композитором Едуардом Зарицьким є пісні «Палыновая ростань» (Н.Гілевич), «Листок календаря» (Н.Шкор), «Месяц малады» (Г.Буравкін), що увійшли до фільму-концерту «И пока на земле существует любовь» (1987), прем'єра якого відбулася на початку 1987 року на першій програмі Центрального телебачення й викликала великий громадський резонанс. Фільм присвячено творчості Я.Євдокимова. Автор сценарію і режисер Бахтіяр Бахтіяров відзняв на Білоруській студії у порядку експерименту сюжетний телеконцерт, що включав окремі, драматургічно пов'язані між собою пісенні відеокліпи — найкращі номери із репертуару співака, серед яких українська пісня «Віють вітри». Пісня «Набат тишины» (Д.Михлеєв) звучала у документальному фільмі «Захід-83».
За зростання майстерності, високий виконавський рівень, величезну камерно-концертну діяльність Ярославові Євдокимову присвоюють почесне звання «Народний артист Білоруської РСР» (1987).
Платівка «Все збудеться» (1988) — дебют на Всесоюзній студії грамзапису фірми «Мелодія». Однак, ім'я виконавця уже було добре відомим глядачеві, адже творчість Ярослава Євдокимова надійно зайняла місце у серцях мільйонів поціновувачів мелодійних, душевних, ліричних, одухотворених пісень.
Співак гастролював за кордоном — Італія, Греція, Німеччина, Норвегія, Польща, Чехословаччина, Швеція., Представляв білоруське мистецтво у столиці Ісландії — Рейк'явіку і на Міжнародному фольклорному фестивалі у Парижі, де одна із французьких газет назвала його за прекрасне виконання народних пісень «супербаритоном». У 1986 році відвідав із концертами Голландію. Виконував в основному народні пісні: білоруську «Камар», українську «Гандзя». Успіх співака перевершив усі сподівання, його запросили до Швейцарії і Бельгії.
У Мінськконцерті артист співпрацював зі звукорежисером, автором-виконавцем Олександром Климовим, у 1990—1992 роках акомпонуючим колективом був музичний гурт «Дзвони» (м. Коломия, Україна).
Неодноразово виступав на Міжнаро́дному фестива́лі мисте́цтв «Слов'я́нський база́р» (Вітебськ, Білорусь), був у складі Міжнародного журі Міжнародного конкурсу молодих виконавців естрадної пісні «Вітебськ-1993».
Компакт-диск «Не рви сорочку» (1994) — спільна робота співака з композитором Віталієм Окороковим, який працює з багатьма зірками естради.
У передачі «Про музику від А до Я» (1996), автор і ведучий Володимир Шеліхін, артист заспівав романс «Соловей» П.Чайковського і «Елегію» Жуля Массне.
Ярославові Євдокимову у 1999 році присвоєно звання «Почесний громадянин міста Бобруйська»
Шлягерами стали пісні, створені у співавторстві із такими відомими композиторами — Едуард Зарицький, Леонід Захлєвний, Євген Глебов, Валерій Іванов, Дмитро Смольський, Ігор Лученок та поетами Геннадій Буравкін, Ніл Гілевич, Володимир Некляєв, Михайло Ясень (Гольдман), Микола Третьяков, Володимир Каризна.

#### Гарний «Фантазер»
Після розпаду імперії Ярослав Євдокимов зник із телеекранів, бо «мистецтво не можна перетворити у шоу!» Усе-таки із різних стилів, напрямів, впливів артист віднайшов саме те, що допомогло утвердитись у своєму.
Новий період у житті починається у 1996 році. Уже будучи солістом Мосестради, переїжджає до Москви. Для співака тут можливостей набагато більше, ніж у Мінську. У період з 1993 по 2005 рр. працював із колективом у складі: Михайло Пилипчук, Леся Шаповал, Андрій Субботін.
У 1998, 1999 рр. артист — гість Міжнародного фестивалю «Золотий Шлягер» (Могильов, Білорусь).
Співак завжди особливу увагу звертає на тексти пісень. Співробітництво із Анатолієм Поперечним, поезія якого відзначається глибоким психологізмом, і композитором Олександром Морозовим, чиї музичні твори відомі найширшому колу слухачів, створило на російській естраді творчий союз. Підсумком цієї роботи є компакт-диск «Фантазер» (2002).
Узяв участь у благодійному концерті «Здрастуй, друже!», присвяченому пам'яті поета Миколи Третьякова (16.03.2004 р., Мінськ, Білорусь).
Ярослав Євдокимов не зупиняється на досягнутому. У результаті співпраці із такими композиторами, як Борис Ємельянов, В'ячеслав Добринін, Ігор Матета, В'ячеслав Малежик та поетами — Симон Осіашвілі, Лариса Рубальська, Вікторія Ветрова у репертуарі артиста з'являються нові пісні, кожна з яких стає такою ж упізнаваною, як «За Дунаєм». Найкращі зібрано на дисках «Цілую твою долоню» (2002), «Grand collection» (2003), «За білою рікою» (2006).
Популярними стали пісні козаків «Под окном широким», «Скакал казак через долину», «Шел казак», всі російською мовою, у виконанні Ярослава Євдокимова й дуету «Солодка ягода» (Александрова Катерина і Чумакова Ірина), записані на компакт-диск «Українські і козачі пісні» (2008). Найбільша кількість закономірностей, що розповсюджуються на все багатоголосся, виводить, головним чином, саме на традиції козацької пісні. Варто звернути увагу на стиль багатоголосого викладу козацької пісні — поліфонічний народний спів (гетерофонічне голосоведення козацької пісні). Лірична пісня «Вниз по матушке Волге» (рос.мовою) відзначена характерними рисами південного стилю. Виконавцю вдається досягти відповідного регіональній традиції щільного, гучного, тембрового яскравого звучання голосу. Пісню «Ой мороз, мороз!» співають давно, а Ярослав Євдокимов виконує її так, як можуть співати лише козаки, вони проживають пісню.
Стимулом до творчості є його любов до рідної землі, краю. Артист робить вагомий внесок у розвиток культури, зберігає національні традиції, популяризує їх. «Пісня про рушник», «Дивлюсь я на небо», «Ніч яка місячна» у виконанні Ярослава Євдокимова лунають у Росії.
Із 2009 р. Ярослав Євдокимов — громадянин Російської Федерації. Виступає як концертний співак. У 2012 році виконавець записав альбом «Повернення в осінь», в якому є популярна українська пісня «Два кольори».
Спільно із музикантом свого гурту Артуром Хачатуровим написав вірш «Пісня любові моєї»(2016), який Григорій Шило, художній керівник гурту, й Артур Хачатуров поклали на музику.
Співак багато гастролює. Його сольні концерти незмінно збирають повні зали. «Творчість Я. Євдокимова гуманна у своїй основі. І не лише прекрасний, щедрий голос співака, але й відкритість його серця для добра, щирість, душевність інтонацій — без сумніву, повинні зустріти й зустрічають відповідний відгук».

#### Український культурний контекст
Попри необхідність спілкуватися зі своїм оточенням іншою мовою, материнську Ярослав Євдокимов свято охороняє й передає наступним поколінням, вона, як вагомий засіб духовно-практичної творчої діяльності, дає змогу зберегти і проявити унікальну неповторну самобутність особистості, бо увійти у вселенську сім'ю можна за наявного матеріального та духовного доробку.
В часи, коли Я.Євдокимов жив в Білорусі він разом з поетом Вадимом Крищенко готували до запису пісню про Україну, в якій були такі пророчі слова:
|  | Україно-мати, ми твої сини, перед лютим боєм ти нас пригорни. Україно-нене, в радості, журбі, на синівську вірність клянемось тобі |

Пісню не допустила до запису художня рада в Києві.
Приналежність співака до українського культурного контексту засвідчують не лише родинні корені, а постійні зв'язки із рідною землею. У березневі дні 1995 року був гостем і членом журі другого фестивалю «Романси Славутича».
У 2000 році брав участь у культурно-мистецькому святі «Чолом тобі, наш древній Корцю!». Завітав у 2009 році до своїх земляків на свято Івана Купала.,
Артист є учасником фестивалю української музики й культури «Українська весна в Санкт-Петербурзі»,, який щорічно (з 2006 року) проводять у місті Українська культурна автономія та "Діловий клуб «Україна-Санкт-Петербург». Цей фестиваль пов'язаний із трьома важливими подіями: Днем міста Санкт-Петербурга, Днями слов'янської писемності й роковинами перепоховання Т. Г. Шевченка. Властиві українському мистецтву гуманістичні традиції діалогу культур, утвердження ідеї національної незалежності, розуміння людини як активної творчої особистості — залишаються актуальними в умовах інтеграції України в європейський культурно-освітній простір.
Ярослав Євдокимов — постійний учасник фестивалю народного мистецтва «Зелене купало у літо упало», що проводиться у м. Корці.,
У рідному селі Користі створив музей старожитностей, що є свідченням любові до Батьківщини, до української культури, традиції якої повинні передаватися із покоління до покоління — жити вічно.
Отже, Ярослав Олександрович Євдокимов дає змогу слухачеві органічно долучитися до культури, усунути стереотипи і дати простір гуманістичному розвоєві душі, чим створює можливість для самореалізації особистості в контексті культури.

#### Участь у фестивалі«Пісня року»
- 1981 рік — «Зачарована моя».[91] Білоруською мовою. Це був дебют Ярослава Євдокимова на фестивалі. Пісня не увійшла до музичних альбомів співака. Композитор — І.Лученок. Автор слів — Г.Буравкін. [Архівовано 7 грудня 2015 у Wayback Machine.]
- 1983 рік — «Лист із 45-го».[92] Російською мовою. Не увійшла до музичних альбомів співака. Композитор — І.Лученок. Автор слів — М.Ясень. [Архівовано 7 грудня 2015 у Wayback Machine.]
- 1985 рік — «Травневий вальс».[93] Російською мовою. Також увійшла до фільму-концерту «И пока на Земле существует любовь…». Композитор — І.Лученок. Автор слів — М.Ясень. [Архівовано 14 червня 2015 у Wayback Machine.]
- 1986 рік — «Берег юності».[94] Російською мовою. Композитор — І.Лученок. Автор слів — В.Бут. [Архівовано 7 грудня 2015 у Wayback Machine.],  [Архівовано 7 грудня 2015 у Wayback Machine.]
- 1987 рік — «Поки на Землі існує любов…».[95] Російською мовою. Композитор — І.Лученок. Автор слів — Р.Рождественський. [Архівовано 7 грудня 2015 у Wayback Machine.]
- 1988 рік — «Тиха пристань».[96][97] Російською мовою. Композитор — І.Лученок. Автор слів — Ю.Рибчинський. [Архівовано 7 грудня 2015 у Wayback Machine.]
- 1989 рік — «Фантазер».[98] Російською мовою. Композитор — О.Морозов. Автор слів — С.Романов. [Архівовано 9 липня 2015 у Wayback Machine.]
- 1990 рік — «За Дунаєм».[99] Російською мовою. Композитор — О.Морозов. Автор слів — А.Поперечний. [Архівовано 7 грудня 2015 у Wayback Machine.],  [Архівовано 7 грудня 2015 у Wayback Machine.]
- 1997 рік — «Тільки ніч». Російською мовою. Композитор — І.Матета. Автор слів — В.Степанов. [Архівовано 7 грудня 2015 у Wayback Machine.]
- 2000 рік — «Добре».[100] Російською мовою. Композитор — В.Окороков. Автор слів — А.Поперечний. [Архівовано 7 грудня 2015 у Wayback Machine.]

#### Українська пісня— особлива сторінка творчості
Принципова позиція співака стосовно концертних програм — виконання творів української музики, маніфестація свого національного мистецтва, піднесення його вартості у світі. Ярослав Євдокимов, як особистість, вносить у культуру дещо нове, своє — мовою музики повертає нам, по суті, нас самих, адже глибинно відчути пісню — це дуже важливо для того, щоб справді відчути себе приналежним до певної культури.
Таїну українських народних традицій передала генетична пам'ять Ярослава Євдокимова. Своєрідним стилем виконання і трактування артист намагається донести голос горлиці чи перепілки, що домінують у мелодіях багатьох українських пісень, прагне зберегти «код» життя, переданий нам у музиці предками, а також передати нащадкам усі ті найкращі надбання національної культури, що виплекав упродовж століть народ, бо українська пісня — символ високої культури, духовності.
Народна пісня доступна широким масам людей завдяки простоті поетичної та музичної мови. Заслуговує на увагу народна пісня у виконанні українця Євдокимова Ярослава Олександровича і колективу «Солодка ягода» (Александрова Екатерина и Чумакова Ирина), який надбав до власного репертуару численну кількість українських народних пісень в оригінальних аранжировках та інтерпретаціях. (Студійний альбом «Українські і козачі пісні» 2008). Артисти на перше місце ставлять голос. Вирізняються пісні багатоголосі, «розспівані» на кілька рівнозначних мелодій із самобутністю ладу, художністю й самостійністю горизонтального руху. Виконавці надали творам власної інтерпретації. Мелодії даного альбому: «Ой чорна я си чорна», «Підманула, підвела», «А я чорнява». Любов українців до гострого слова, оптимістичність народного світогляду засвідчено у народних піснях у стилі й характері жартівливому, гумористичному та навіть сатиричному — «Варенички», «Ой червоний бурячок».
| «Для душі я співаю багато народних пісень — українських, російських. На народних піснях — розспівуюся, розігріваю голосові зв'язки, але в концерти їх включаю мало. І все ж народні пісні треба співати обов'язково, вони — культура нації».[101] Оригінальний текст (біл.) «Для душы я спяваю многа народных песень – украінскіх, рускіх. На народных песнях – распяваюся, разаграваю галасавыя звязкі, але ў канцэрты іх уключаю мала. Ды ўсё ж народныя песні трэба спяваць абавязкова, яны – культура нацыі». |
Звертання до традицій зовсім не означає нехтування сьогоденням. У репертуарі Ярослава Євдокимова є твори, що мають багато спільних рис із народними піснями — пісні літературного походження. Серед них такі, що здобули визнання як традиційно усталені пісні: «Віють вітри, віють буйні…» (І.Котляревський, муз. народна, обробка М.Лисенка), «Гандзя» («Чи є в світі молодиця», Д.Бонковський), «Дивлюсь я на небо» («Небо», М.Петренко, Л.Александрова), «Черемшина» («Знов зозулі голос чути в лісі», М.Юрійчук, В.Михайлюк), «Ніч яка місячна» («Виклик», М.Старицький, М.Лисенко), «Пісня про рушник» (А.Малишко, П.Майборода), «Ой на горі два дубки» (комп. В. Конощенко), «Два кольори» (Д.Павличко, О.Білаш), «Червона рута» (В.Івасюк), «Україно, мати» (В.Крищенко, Г.Татарченко).
У кожного в душі є свій образ гармонійної ідеальної України, тому у репертуарі є твори, які найяскравіше презентують виконавський стиль і багатогранність таланту Ярослава Олександровича Євдокимова.

#### Спільні виступи
Сольний концерт вокаліста — явище неординарне в музичному світі: емоційні та фізичні навантаження при цьому такі великі, що зірки академічного мистецтва віддають перевагу спільним виступам, та Ярослав Євдокимов обрав сольну кар'єру. Академічний вокал Євдокимова відкриває публіці нову грань його таланту: у багатьох випадках важко визначити, що більш абсолютне — композиторський текст чи його вокальне втілення. Виконавський талант артиста дозволяє продемонструвати процес справжньої співтворчості інтерпретатора та композитора.
На формування виконавського рівня артиста вплинула, зокрема, тривала співпраця із певними диригентами. Одна із цілей оркестру в роботі з молодими музикантами — формування високих критеріїв виконавства. Якість звучання оркестру, професійний рівень виконання, ансамблева єдність, майстерність соліста — усі ці чинники створюють уявлення про професіоналізм і стають орієнтирами щодо напрямів розвитку. Ярослав Євдокимов співпрацював із такими колективами: інструментальний ансамбль під керівництвом В.Кофмана; Мінський естрадний оркестр, диригент — М.Фінберг; інструментальний ансамбль під керівництвом А.Архипова; естрадно-симфонічний оркестр Білоруського телебачення і радіо, диригент — Б.Райський. Пісня «Зачарована моя» прозвучала в ефірі під акомпанемент естрадно-симфонічного оркестру Центрального телебачення і Всесоюзного радіо, диригент Юрій Васильович Силантьєв. Пісню «Лист із 45-го» уперше виконав спільно з хором Білоруського радіо та естрадно-симфонічним оркестром Білоруського телебачення і радіо, диригент — Борис Райський. В ефірі вона прозвучала під акомпанемент естрадно-симфонічного оркестру Центрального телебачення і Всесоюзного радіо, диригент — Олександр Михайлов, у виконанні Ярослава Євдокимова й Московського хору молоді і студентів (лауреата Премії Ленінського комсомолу), художній керівник — проф. Борис Тевлін (заслужений діяч мистецтв Російської Федерації, лауреат Премії Ленінського комсомолу). «Травневий вальс» прозвучала в ефірі (1985) під акомпанемент естрадно-симфонічного оркестру, диригент Петухов Олександр на фестивалі «Пісня року» та на концерті радянської пісні й естрадної музики VII Всесоюзного з'їзду композиторів (1986) у супроводі Ленінградського державного концертного оркестру під керівництвом Анатолія Бадхена й ансамблю студії радянської пісні Центрального телебачення і Всесоюзного радіо, художній керівник Вадим Судаков. Необхідну рівновагу встановлено між оркестром і співаком — кожне слово, кожну інтонацію виразно чутно у залі. У поєднанні із великим симфонічним оркестром виступ Ярослава Євдокимова дозволяє розкрити найсміливіші відтінки голосу і об'єм звучання.
Віктор Вуячич і Ярослав Євдокимов — два виняткових артисти-баритони, які завоювали славу і почесті. Дует «Песня о Минске» (російською) — І.Панкевич, В.Оловніков (1984), в силі полум'яного громадянського пафосу, правдиво і цікаво звучить у їх виконанні, утворюючи букет тембрової й інтонаційної бездоганності.
Ярослав Євдокимов співав із ансамблем цимбалістів «Золота струна» (Мінськ).
Результатом співпраці артиста із дуетом «Солодка ягода» (Александрова Катерина і Чумакова Ірина) став компакт-диск «Українські і козачі пісні» (2008). Потужний унісонний спів, примножений тембральними характеристиками усіх виконавців. Простежується виконання різноманітних тризвуків, що надає співові краси, з'являється підголоскова поліфонія, різноманітні витримані звуки, що прикрашає спів і надає характерної звучності. Передано красу, гармонію народних пісень.
Лише академічна база дозволяє у подальшому працювати із будь-яким репертуаром — чи це опера, чи естрадний вокал. Велика сценічна культура, сценічний досвід виконавців особливо відчуваються у ситуативному дуеті Ярослава Євдокимова із Катериною Шавріною — «Ех, на небі далі» (2009). Привертають увагу своєю контрастністю трагічні «напівтони» й ніжні «шовкові» інтонації, драматична схвильованість. Твір прозвучав із оперним розмахом, однак без будь-якої зовнішньої гри «на публіку».
Обізнаність у деталях виконавського мистецтва важлива, однак не є самоціллю, а повинна посилити здатність співака розкрити і точно передати композиторські вимоги до виконання того чи іншого твору. У ситуативному квартеті Я.Євдокимов, «Солодка ягода» і Ф.Царікаті є виконання різноманітних тризвуків та септакордів. Виконавці із притаманним артистизмом демонструють незвичний запальний стиль, виконуючи авторські твори Ф.Царікаті «Нелегко втиматися у сідлі», «Полюбімо цей світ» (2009). Ці пісні також вирізняє романтичний настрій і легка приємна мелодійність.

## Мистецька характеристика
Чуття часу, його гармонії обов'язкове. Популярність — теж немало важлива складова, та не головна. «Купання» у славі дає можливість бути вибагливим, прагматичним, серйозним, відповідальним і самокритичним.

### Стиль артиста
Ярослав Євдокимов зарекомендував себе як вимогливий і безвідмовний у роботі артист, що володіє неабиякою волею й творчою активністю. Співакові притаманні скромність, інтелігентність, органічна шляхетність, тонкий смак, привабливість, висока музична культура, небуденний артистизм, пристрасність, душевність, щирість.
Громадянська позиція артиста — той світоглядний стрижень, який проявляється найперше у діях, у ставленні до життя, до людей, адже після концерту людина має вийти емоційно наснаженою, піднесеною, аби щось небуденне залишилося в душі надовго.
Добре володіє сценічною майстерністю, сценічною культурою. Стриманий, навіть статичний на сцені, не виказує своїх емоцій, а намагається скупими, але точними засобами передати пісню слухачам. Для кожної пісні знайшов уміле сценічне втілення й емоційний настрій. Майстерність акторського перевтілення — уміння створювати за допомогою пісні цілу музичну картину, закінчений художній образ — одна із характерних особливостей співака. Така сила акторського впливу, якою володіє Я.Євдокимов. Причому досягає він цього суто вокальними засобами, не вдаючись до інших особливих форм подачі пісні, до сценічних ефектів. Найважливішим є і буде — захопити різновікового слухача крізь призму розуміння пісні.
Артист відчуває гостру необхідність у регулярному спілкуванні із глядацьким залом. Безпосередній, невимушений контакт співака із людьми, тонка делікатність, увага і любов до співрозмовника перетворюють його концерти у своєрідні творчі вечори — чи у столицях, чи у маленьких містечках, бо співак розуміє, що мала сцена живе й житиме за законами великої сцени: «Я люблю виступати у невеличких містах. На відміну від столичних сцен, тут можна відчути домашню атмосферу на концерті, утворити єдине ціле із глядацьким залом».
Лірика й мужність завжди, прямо чи ні, окреслюють суть його мистецтва, незалежно від того, до яких жанрів артист звертається — до романсу, професійної чи народної пісні, через яку творчість Майстра вже промовляє серцем і спрямовується у Вічність.
| «Ярослав Євдокимов — яскрава художня особистість на естраді. Його не сплутаєш ні з ким із інших виконавців. Він неповторний та індивідуальний. Ось чому мистецтво цього співака, що відповідає найвищим художнім вимогам, привертає до себе багатомільйонну глядацьку аудиторію, здатне викликати почуття загальної симпатії, хвилювати й звеселяти людські серця».[115] Оригінальний текст (рос.) «Ярослав Евдокимов — яркая художественная личность на эстраде. Его не спутаешь ни с кем из других исполнителей. Он неповторим и индивидуален. Вот почему искусство этого певца, отвечающее самым высоким художественным требованиям, располагает к себе многомиллионную зрительскую аудиторию, способно вызвать чувство всеобщей симпатии, волновать и радовать человеческие сердца». |
Секрет невичерпної і безмежної любові слухача насправді простий, але доступний лише талановитим людям. Не кожен хороший текст може «зазвучати» так, що сприйматиметься піснею. Відомий такий секрет Ярославу Євдокимову. Заслуга артиста — збереження пісенних традицій, котрі цікаві своїм мелодичним рядом і віршами. Дуже важливо мати голос, та без почуттів немає артиста на сцені. От коли виконавець уперше надасть цьому організмові своєї інтерпретаційної мови, коли подарує йому своє ім'я — тоді народжується пісня.

### Голос
Ярослав Єдокимов володіє сильним, проникливим голосом повного діапазону, співає просто й природно. Зумів досягти гнучкості й чистоти звучання голосу в усіх регістрах. Голос підкорює музикальністю, насиченістю й політністю звуку, виразною дикцією, бездоганними інтонуванням, фразуванням, кантиленою.
Його голос — це лірико-драматичний баритон із особливим світлим забарвленням; тембрально нагадує рідкісний тип голосу баритон-мартін (теноровый баритон), але при цьому охоплює понад дві октави (внизу «фа-соль» великої октави, а вгорі — «ля» першої), звучний, яскравий, глибокий, багатий обертонами та, водночас, ніжного тембру. Співакові властиве уміння міксувати тембри, досягаючи при цьому такої незвичної якості. Ярослав Євдокимов співає і бас-баритоном («Молитва»), і ліричним баритоном («Цілую твою долоню») — голос рівний в усьому баритоновому діапазоні.
Микола Кондратюк, педагог-консультант співака, зазначав:

«Голос у Ярослава Євдокимова був поставлений з дитинства».

Особлива риса підходу до навчання вокальному мистецтву В. М. Бучеля — педагога Ярослава Євдокимова — ніжність і рухливість голосу, з одного боку, й водночас потужність і насиченість фарб, з іншого. Авторська методика Володимира Миколайовича розкриває усе багатство тембральних барв природного голосу, спирається на пріоритет бронхів, які по суті утворюють концертний оргáн із мільйонами трубок. Удосконалення голосу будується не на традиційному використанні гортані як джерела звуку, а на свідомому включенні у звукоутворення мембранозної перетинки задньої стінки трахеї і бронхів. Зрозуміло, Ярослав Олександрович має бездоганну вокальну техніку, володіючи першокласною вокальною школою бельканто, прекрасною дикцією, широким диханням, бездоганним філіруванням звуку, блискучими верхніми нотами (у найкращих традиціях італійської школи — мале дихання, мембранно-резонансний спів), гнучко передає емоційні нюанси та відтінки — співчуття, біль, жарт, ласку, сміливість, лукавство.
Вокал Ярослава Євдокимова характеризується:
1. Високим головним, рівним по всьому діапазону, сконцентрованим та округлим звучанням із точно установленою позицією та м'якою, але точною атакою звуку.
2. Співом на добрій дихальній опорі з особливою манерою піано та піанісімо на верхніх нотах.
3. Глибоко осмисленим, емоційним виконанням творів, без напруження м'язів, із чітко виробленою дикцією.

Свого часу артиста за силою голосу порівнювали із неперевершеним Енріко Карузо, експерти пророкували йому кар'єру оперного співака, та Ярослав Олександрович знайшов свій, незвичний підхід: виконує естрадні твори — народну й авторську пісні — на основі техніки академічного вокалу, уникаючи академізму і будь-якої штучності. При цьому іде не від звуку, а від слова. Потужний академічний вокал із відчуттям кожного слова і підкуповує слухачів. Такий стиль виконання, у порівнянні з оперним, потребує більшої деталізації, філігранності та гнучкості нюансування, емоційної гри голосу, проспівування відтінків кожного слова. Ярославові Євдокимову ближче завзятість, хвацькість, розмах душі — у цьому щонайкраще виявилася властивість голосу співака — висловлювати почуття й емоції, гнучко перевтілюватись у різні образи.
Саме емоційна виразність голосу співака є чи не головною характеристикою його виконавської манери. При тому характер цієї емоційної виразності вже закодований у поетичному тексті та музиці виконуваного твору. Виконавець, вільно володіючи усіма можливостями вокалу, лише досконало прочитує словесно-музичний текст пісні, неначе дає їй крила.
Ярослав Олександрович Євдокимов знайшов творчу самостійність, самобутність, притаманну лише йому одному неповторну манеру виконання — і став особистістю у вокальному мистецтві.

## Суспільна позиція
Після початку російської агресії співак різко виступив проти політики російської влади, відкрито звинувативши Кремль і Путіна у розв'язуванні конфлікту.
|  | Я звинувачую у всьому Кремль. Я звинувачую у всьому Путіна. Я звинувачую всю цю гоп-компанію кремлівську |

## Почесні звання
- 17 квітня 1980 року — Указом Президії Верховної Ради Білоруської РСР присвоєно почесне звання «Заслужений артист Білоруської РСР»[118]
- 13 липня 1987 року — Указом Президії Верховної Ради Білоруської РСР присвоєно почесне звання «Народний артист Білоруської РСР»[118][119]
- 15 лютого 2006 року — Указом Президента Російської Федерації присвоєно почесне звання «Заслужений артист Російської Федерації»[119][120]

## Творчий доробок
Якщо оглядати чималий творчий доробок артиста, то здається, що його слава в цілому менша за його талант, хоча це важко об'єктивно оцінити, бо слава — ефемерне явище, швидко минає, а визнання — це зовсім інше, адже пісні витримали іспит часом.
Де з'являвся Ярослав Євдокимов, там був спів: у церкві співав, у школі співав, у селі співав — так було завжди. Із роками сценою для голосу співака став увесь світ. Тепер на великій сцені стоїть і співає для тисяч людей.

### Дискографія
Пісенна естрада — жанр непростий, у багатьох випадках суперечливий. Це природно: процес розвитку супроводжується то утвердженням, то запереченням певних стилів, манер, способів сценічної поведінки. "У цьому морі-океані поряд із водоворотом рок-музики є і сильна у своїй чистоті (без сусальності, рафінованості й естетства — саме чиста) течія. Це такий спів, в якому немає агресивності, розв"язаності, спотворення мови й звуку. Таке виконання, як у Ярослава Євдокимова, що відображає пошук істинної духовності".
Багато із пісень, пісенних циклів створювались спеціально із розрахунку на творчу індивідуальність Ярослава Олександровича Євдокимова.

#### Вінілові платівки (LP)

##### Авторські збірки пісень
| Рік  | Назва платівки                                                | Автор | Назва пісні                       | Примітки |
| ---- | ------------------------------------------------------------- | --- | --------------------------------- | --- |
| 1983 | І.Лученок: «Песни и инструментальная музыка» (стерео)         | М.Ясень | Письмо из 45-го (рос.мовою)       | © «Мелодія», 1983. Апрелєвський ордена Леніна завод грамплатівок. Типографія АЗГ. Всесоюзна студія грамзапису. Запис Всесоюзного радіо, 1983 р. Зам. 653—О—6080. Арт. 11-1. |
| 1984 | І.Лученок: «Песни и инструментальная музыка» (стерео)         | М.Ясень | Письмо из 45-го (рос.мовою)       | Перевидання запису 1983 року. © «Мелодія», 1984. Ризький завод грамплатівок. Типографія РЗГ. Всесоюзна студія грамзапису. Запис Всесоюзного радіо, 1983 р. Зам. 860 6000. Арт. 11-1. |
| 1988 | Пісні В'ячеслава Добриніна (стерео)                           | С.Осіашвілі | Колодец (рос.мовою)               | © «Мелодія», 1988. Ленінградський завод грамплатівок. Типографія ЛЗГ. Всесоюзна студія грамзапису. Записи 1987, 1988 рр. Зам. 1492—О—46740. Арт. 10-4. |
| 1988 | І.Лученок «И пока на Земле существует любовь», песни (стерео) | М.Ясень — Майский вальс, Снимок в газете (рос.мовою), В.Бут — Берег юности (рос.мовою), П.Кошель — Лета першага спаткання (білор.мовою), Р.Роджественский — И пока на Земле существует любовь (рос.мовою) |                                   | (c) «Мелодія», 1988. Ленінградський завод грамплатівок. Записи Білоруського радіо. Типографія ЛЗГ. 2 Х Арт. 12-8. Зам. 79 22805 009. |
| 1989 | Пісні В'ячеслава Добриніна (стерео)                           | С.Осіашвілі | Колодец (рос.мовою)               | Перевидання запису 1988 року. © «Мелодія», 1988. Апрелєвський ордена Леніна завод грамплатівок. Типографія АЗГ. Всесоюзна студія грамзапису. Записи 1987, 1988 рр. Арт. 10-4. Variant 1: 1989. Зам. 111. Тираж 3760. Variant 2: 1989. Зам. 212. Тираж 25860.                                                                      |
| 1992 | Хрустальные цепи. Пісні О.Морозова (стерео)                   | С.Романов | Фантазер (рос.мовою)              | © «Sintez Records / RiTonis», 1992. Ризький завод грамплатівок. Типографія РЗГ. Запис 1992 р. |
|      |                                                               | А.Поперечний | За Дунаем (рос.мовою)             | © «Sintez Records / RiTonis», 1992. Ризький завод грамплатівок. Типографія РЗГ. Запис 1992 р., |
| 1993 | Пісні на вірші Лариси Рубальської (стерео)                    | А.Клевицький | Под лоскутным одеялом (рос.мовою) | © Россия: Aprelevka-Sound Inc., cop. 1993. Апрелєвський ордена Леніна завод грамплатівок. АЗГ. Всесоюзна студія грамзапису. Записи 1993 р. Ид. запису: BY-NLB-br5196. 1 грп. (38 хв. 30 сек.) : 33 об/хв., стерео. Номер матриці: R90 01971-2. Генеральний продюсер СП «Апрелевка-Саунд». Б.КрутоголовЗамовлення 95. Тираж 15 000 |
| 2015 | В'ячеслав Добринін. «Старий альбом» (стерео)                  | Симон Осіашвілі | Колодец (рос.мовою)               | ©Виробник: arvalo Enlerlainmenl Europe GmbH.Germany. 2015 р. MEL LP 0065. |

##### Збірки пісень
| Рік  | Назва платівки                                                              | Автори                  | Назва пісні                         | Примітки |
| ---- | --------------------------------------------------------------------------- | ----------------------- | ----------------------------------- | --- |
| 1983 | Каска с красной звездой (стерео)                                            | Л.Захлєвний, В. Некляев | Поле памяти (рос. мовою)            | (c)«Мелодія», 1983. Записи 1975—1982 рр. Сторона 4 — записи 1979—1982 рр. Всесоюзна студія грамзапису. Апрелєвський ордена Леніна завод грамплатівок. Записи ВСГ і Всесоюзного радіо. Типографія АЗГ. 2 Х Арт. 11-2. Зам. 353-О-1000. Гр. 4. 10-9., |
| 1985 | Письмо из 45-го (стерео)                                                    | І.Лученок, М.Ясень      | Письмо из 45-го (рос. мовою)        | (c)«Мелодія», 1985. Всесоюзна студія грамзапису. Апрелєвський ордена Леніна завод грамплатівок. Записи ВСГ і Всесоюзного радіо. Типографія АЗГ. 2 Х Арт. 11-2. Зам. 146-О-500. Гр. 2. 1-20.                                                         |
| 1985 | Соловьи Хатыни. Пісні білоруських композиторів (стерео)                     | Л.Захлєвний, В.Некляев  | Память (рос.мовою)                  | (c) «Мелодія», 1984. Апрелєвський ордена Леніна завод грамплатівок. Записи Білоруського радіо. Типографія АЗГ. 2 Х Арт. 10-9. Зам. 305-О-2000. |
| 1985 | 50-літтю Великої Перемоги присвячується. Ех, дороги, День Перемоги (стерео) | І.Лученок, М.Ясень      | Майский вальс (рос.мовою)           | (c) «Мелодія», 1985. Апрелєвський ордена Леніна завод грамплатівок. Записи Білоруського радіо. Типографія АЗГ. 2 Х Арт. 10-9. Зам. 305-О-2000. |
| 1985 | Письмо из 45-го. (стерео)                                                   | І.Лученок, М.Ясень      | Письмо из 45-го (рос.мовою)         | (c) «Мелодія», 1985. М90 46595 009 (2 платівки). Платівка 1. Апрелєвський ордена Леніна завод грамплатівок. Записи Всесоюзної студії грамзапису і Всесоюзного радіо. Типографія АЗГ. 2 Х арт. 11-2. Зам. 146-О-500.                                 |
| 1985 | Письмо из 45-го. Пісні білоруських композиторів (стерео)                    | Е.Зарицький, Д.Михлеєв  | Набат тишины (рос.мовою)            | (c) «Мелодія», 1985. Апрелєвський ордена Леніна завод грамплатівок. Записи Білоруського радіо. Типографія АЗГ. 2 Х Арт. 11-9. Зам.. |
|      |                                                                             | І.Лученок, М.Ясень      | Письмо из 45-го (рос.мовою)         | (c) «Мелодія», 1985. Апрелєвський ордена Леніна завод грамплатівок. Записи Білоруського радіо. Типографія АЗГ. 2 Х Арт. 11-9. Зам.. |
|      |                                                                             | Е.Зарицький, М. Ясень   | Так пришла к нам победа (рос.мовою) | (c) «Мелодія», 1985. Апрелєвський ордена Леніна завод грамплатівок. Записи Білоруського радіо. Типографія АЗГ. 2 Х Арт. 11-9. Зам.. |
| 1986 | Мир планете Земля (стерео)                                                  | І.Лученок, М.Ясень      | Майский вальс (рос.мовою)           | (c) «Мелодія», 1986. Апрелєвський ордена Леніна завод грамплатівок. Записи Білоруського радіо. Типографія АЗГ. 2 Х Арт. 13-4. Зам. 183-О-3000. |
| 1987 | Оставим добрый след. Песни студенческих отрядов (стерео)                    | Э.Зарицкий — Л.Прончак  | Земля молодых (рос.мовою)           | (c) «Мелодія», 1987. С60 25325 007. Апрелєвський ордена Леніна завод грамплатівок. Записи Білоруського радіо. Типографія АЗГ. 2 Х Арт. 12-3. Зам. 81-О-2000.                                                                                        |
| 1987 | Песня о Родине. Білоруська естрада (стерео)                                 | І.Лученок, М.Ясень      | Снимок в газете (рос.мовою)         | (c) «Мелодія», 1987. Апрелєвський ордена Леніна завод грамплатівок. Записи Білоруського радіо. Типографія АЗГ. 2 Х Арт. 12-3. Зам. 605-О-3000. |
|      |                                                                             | Е.Зарицький, Н.Гілевич  | Полынная ростань (рос.мовою)        | (c) «Мелодія», 1987. Апрелєвський ордена Леніна завод грамплатівок. Записи Білоруського радіо. Типографія АЗГ. 2 Х Арт. 12-3. Зам. 605-О-3000. |
| 1989 | Галасы Радзімы (Голоси Батьківщини) (стерео)                                | Е.Зарицький, Г.Буравкін | Белыя крылы (білор.мовою)           | (c) «Мелодія», 1989. Апрелєвський ордена Леніна завод грамплатівок. Типографія АЗГ. Записи Білоруського радіо. Типографія АЗГ. 2 Х Арт. 14-3. Зам. 7095-О-3000.                                                                                     |

#### Гнучка платівка щомісячного суспільно-політичного часопису «Кругозор»
| Рік  | Назва платівки                              | Автори             | Назва пісні               | Примітки |
| ---- | ------------------------------------------- | ------------------ | ------------------------- | --- |
| 1986 | Часопис «Кругозор». Москва. — 1986 р. — № 5 | І.Лученок, М.Ясень | Майский вальс (рос.мовою) | Державний Комітет Ради Міністрів СРСР з телебачення і радіомовлення. Державний дім радіомовлення і звукозапису СРСР. Всесоюзна студія грамзапису. Типографія газети «Правда». Тираж 260000 примірників., |

#### Компакт-касети
| Рік  | Назва касети            | Автори                  | Примітки |
| ---- | ----------------------- | ----------------------- | --- |
| 1994 | Не рви сорочку (рос.)   | Пісні В.Окорокова       | MTM Ltd. ‎- 94021MC. АО «МАШМИР». Recorded At — Тандем. Designed At — «М-Студио». Аранжування — В.Окороков, Р. Заславський. Продюсер — В.Окороков., |
| 1995 | День перемоги (рос.)    | Компіляція              | У виконанні Я.Євдокимова: А2 «Майский вальс», В4 «Поле памяти». Жанр: Pop, Retro, Soviet song. Лейбл: Мелодія ‎– MEL MC 60 054—055.                 |
| 1997 | Ігар Лучанок            | Спадчына (біл.) Збірка. | У виконанні Я.Євдокимова: 10."Письмо из 45-го" (М. Ясень), 11."Майский вальс" (М. Ясень), 18."Снимок в газете" (М. Ясень) — усі рос.мовою. Мінськ. |
| 1998 | Найкращі пісні (рос.)   | Компіляція              | Лейбл ‎- Prestige Records. Москва. |
| 2001 | Найкращі пісні (рос.)   | Компіляція              | Лейбл ‎- ООО «Жирафик». Україна. Cassette, Compilation.                                                                                             |
| 2003 | Grand Collection (рос.) | Компіляція              | Лейбл ‎- Квадро-Диск ‎- GCR 107. Grand Collection — GCR 107. Студія звукозапису — РАО Первое музыкальное Издательство, Пролог-мьюзик, Москва.        |

#### Лазерні диски (CD, DVD)

##### Не рви сорочку (1994)
Музичний альбом (1994), у якому зібрано найкращі пісні Віталія Окорокова. Виконавець — Ярослав Євдокимов, заслужений артист Російської Федерації, народний артист Білорусі. Це перший компакт-диск співака, що є спільною роботою з уже відомим композитором Віталієм Окороковим.

Композитор працює з багатьма зірками естради. У піснях для Ярослава Євдокимова можна відзначити риси, притаманні мелодичному дару В.Окорокова: шлягерність, різноплановість.

Голос співака звучить дуже насичено, різноманітно. Сучасні аранжування і цифровий запис доповнюють цю високоякісну роботу.

Зміст альбому
1. Там за окнами… — (Ю.Дружков — Л.Мялик) — 4:02

2. Белокурая колдунья — (В.Ветрова) — 4:11

3. Верочка — (Ю.Дружков) — 3:28

4. Подковочка — (М.Танич) — 3:35

5. Любовь и ложь — (В.Ветрова) — 3:53

6. Вишневый сад — (Ю.Дружков) — 4:33

7. Горе — не горе — (В.Ветрова) — 3:33

8. Уходи, любовь! — (Ю.Дружков) — 4:03

9. Не звони в колокола — (І.Резнік) — 4:21

10. Не рви рубаху! — (Ю.Дружков) — 2:39

Аранжування: Роман Заславський, В. Окороков (4).

Back vocal: Ірина Роділес (2). Продюсування запису: В. Окороков. Звукорежисер: Ю. Андропов. Записано в студії «Тандем» (січень — червень 1994 р.). ® © MTM Ltd. 1994 р. Дизайн «М-Студио», Москва. Художник Є.Хайлов. Віддруковано в АО «МАШМИР».

##### Авторські збірки пісень
| Рік  | Назва диска | Автор            | Назва пісні                                    | Примітки |
| ---- | --- | ---------------- | ---------------------------------------------- | --- |
| 1993 | Виталий Окороков ‎- Попса                                                                                               | Ю.Дружков        | Не рви рубаху (рос.мовою)                      | Жанр: Pop.Виробник: Росія. Рік видання: 1993. Лейбл MTM Ltd. ‎- MTMCD 60 006. Аудіо кодек: mp3, 320kbps. Розмір: 148.40 Мб Тривалість: 66:03 |
| 1995 | Золотой Шлягер 80-х.                                                                                                   | С.Осіашвілі      | Колодец (рос.мовою)                            | Якість: MP3 CBR 320 kbs. Розмір файлу: 174 МБ |
| 1995 | Спасибо Вам, Враги Мои (Лучшие Песни Композитора Виталия Окорокова)                                                    | Виталий Окороков | Горе, не горе (рос.мовою), Верочка (рос.мовою) | Якість: CD, Compilation |
| 1996 | Вячеслав Добрынин. Золотой шлягер 80-х. Лучшие Песни Вячеслава Добрынина. 1980—1989. Russian Collection Vol. 6         | С.Осіашвілі      | Колодец (рос.мовою)                            | Phonographic Copyright (p) — Jam Music Group. Ensemble — Группа В. Добрынина* (tracks: 14, 18). This Compilation ⓟ1996 JAM Music Group. |
| 1997 | Вячеслав Добрынин. Золотой шлягер 80-х. Лучшие Песни Вячеслава Добрынина. 1980—1989. Russian Collection Vol. 6         | С.Осіашвілі      | Колодец (рос.мовою)                            | Copyright (c) — РАО. Copyright (c) — J.S.P. Company Phonographic Copyright (p) — J.S.P. Company Copyright (c) — Джем Группа. Phonographic Copyright (p) — Джем Группа. Distributed By — JAM Group International. Made By — Минэлла. Лицензия МПТР России ВАФ № 77-79. |
| 2003 | Александр Морозов — Земля Нижегородская                                                                                | Ю.Паркаєв        | Малая Родина (рос.мовою)                       | [ 164 ] |
| 2004 | Александр Морозов Украина нэнька — матушка Россия (Песни Александра Морозова)                                          | Г.Горбовський    | Разбудите меня (рос.мовою)                     | [ 165 ] |
| 2005 | Песни композитора Александра Морозова — «Вальс моего отца» Украина нэнька — матушка Россия (Песни Александра Морозова) | А.Поперечний     | Прохоровское поле (рос.мовою)                  | [ 166 ] |
| 2009 | Римма Казакова ‎- Ненаглядный мой                                                                                       | А.Федорков       | Ты меня не понимаешь (рос.мовою)               | Серия: Золотая коллекция ретро. Bomba Music ‎- BoMB 033—535. |
| 2009 | Кремлевские звезды. Вячеслав Добрынин. Браво, Маэстро!                                                                 | С.Осіашвілі      | Колодец (рос.мовою)                            | [ 168 ] |
| 2010 | Вячеслав Добрынин. Золотой Шлягер 80-х. Часть 1.                                                                       | С.Осіашвілі      | Колодец (рос.мовою)                            | Лейбл: Bomba Music ‎– BoMB 033—674. Серія: Доктор Шлягер Представляет. Формат: CD, компіляція. Росія. |
| 2012 | Лариса Рубальская ‎- Брызги шампанского                                                                                 | Е.Зарицький      | Эхо в ночи (рос.мовою)                         | Серия: Имена на все времена. Монолит ‎- МТ 001091-107-1. |
| 2014 | Александр Морозов — Золотые хиты                                                                                       | А.Поперечний     | Фантазер (рос.мовою)                           | [ 171 ] |

##### Збірки пісень
| Рік  | Назва диска                                                     | Автор                                | Назва пісні                            | Примітки |
| ---- | --------------------------------------------------------------- | ------------------------------------ | -------------------------------------- | --- |
| 2002 | Ярослав Евдокимов ‎- Звездная галерея: лучшие отечественные хиты |                                      | CD, Compilation (рос.мовою)            | Росія. Artel-G Records. Тривалість 73 хв. 55 сек. Ид.записи: BY-NLB-br0000701565. Номер матрицы: AGR0001/02. |
| 2003 | Ярослав Евдокимов ‎- Grand Collection                            |                                      | CD, Compilation (рос.мовою)            | Квадро-Диск ‎- GCR 107. |
| 2004 | Ярослав Евдокимов ‎- Колодец                                     |                                      | CD, Compilation (рос.мовою)            | Record Company — Фирма Грамзаписи Никитин. Distributed — Торговая Фирма «Никитин». Никитин ‎- ТФН-CD 100/04. |
| 2004 | Ярослав Евдокимов ‎- Любовное настроение                         |                                      | CD, Compilation (рос.мовою)            | Record Company — Фирма Грамзаписи Никитин. Distributed — Торговая Фирма «Никитин». Фирма грамзаписи Никитин ‎- ТФН-CD 108/04. |
| 2005 | 60 Лет Великой Победы (1945—2005)                               | І.Лученок, М.Ясень                   | Майский вальс (рос.мовою)              | Not On Label ‎- none. Аудиоматериалы предоставлены Гостелерадиофондом России. Завод-изготовитель: ООО «НИК и КОМПАНИЯ». Лицензия Минпечати РФ: серия ВАФ № 77-22. Не для продажи !                                                         |
| 2007 | XXXL 18 — Праздничный                                           | Варенички (українська народна пісня) | дует Сладка Ягода та Ярослав Євдокимов | Phonographic Copyright (p) — ООО «Монолит-Рекордс». Copyright (c) — ООО «Монолит-Рекордс». |
| 2007 | Песня — 86                                                      | І.Лученок, В.Бут                     | Берег юности (рос.мовою)               | © ООО «Первое Музыкальное издательство» 2007 р. (8-10, 12), © Давид Тухманов, ⓟ Гостелерадиофонд, © НААП, © Музыкальное издательство НААП. ©&ⓟ Bomba Music 2007. Издатель: ООО «Бомба Мьюзик». Изготовитель: ООО «Лицензионные носители». |
| 2010 | Золотой Шлягер 80-х. Часть 1.                                   | В.Добринін, С.Осіашвілі              | Колодец (рос.мовою)                    | ©&℗ Вячеслав Добрынин, © По лицензии ООО «Первое Музыкальное издательство» 2010 г. (1-19). Издатель: ООО «Бомба Мьюзик». Изготовитель: ООО «ПО Евро Оптикал Диск».                                                                        |
| 2011 | Майский вальс — Песни войны                                     | І.Лученок, М.Ясень                   | Майский вальс (рос.мовою)              | 100 пісень у форматі МР3. Жанр: Військова пісня. Тривалість: 05 год 38 хв. Треки: 100 Формат / Бітрейт: MP3, 44.1 KHz, 256 Kbps. Розмір: 700 MB                                                                                           |
| 2013 | Верила-Верю!                                                    | С.Білявська, В.Окороков              | Эх! (рос.мовою) дует із К.Шавріною     | © РАО. По лицензии ООО «Первое музыкальное Издательство» (1, 4, 17, 18), Н. Зиновьев, А. Морозов, В. Окороков, И. Резник. Монолит ‎– MT 001091-296-1,                                                                                      |
| 2015 | Made in USSR                                                    | С.Осіашвілі, В.Добринін              | Колодец (рос.мовою)                    | Якість: mp3\|320 kbrs. Час звучання: 06:06:27 Розмір файлу: 846 Mb |
| 2015 | Дискотека 80-х (2015)                                           | С.Осіашвілі, В.Добринін              | Колодец (рос.мовою)                    | Якість: mp3\|320 kbps. Час звучання: 12:43:53 Розмір файлу: 1.71 GB |
| 2015 | 70 песен к 70-летию Великой Победы!                             | М.Ясень, І.Лученок                   | Майский вальс (рос.мовою)              | Якість: mp3\|320 kbps. Час звучання: 03:56:01 Розмір файлу: 564 MB |

##### Відео колекція (DVD)
| Рік        | Назва пісні                                          | Автори     | Примітки |
| ---------- | ---------------------------------------------------- | ---------- | --- |
| 2011       | Відео колекція. Ярослав Євдокимов (російською мовою) | Компіляція | Dream Box Studio. Формат 16:9. Тривалість 80 хв. Mooc design color prsntsng.                                                                                        |
| Різні роки | Відео колекція. Ярослав Євдокимов (російською мовою) | Компіляція | Відео: DivX 3 Low, 640 x 480, 4/3, 2 016 Kbps, 25.000 fps, 0.263 b/px. Аудіо: MPEG-1 Audio layer 3, 192 Kbps, CBR, 44.1 KHz, 2 ch. Формат: AVI. Розмір: 556.98 Mb., |

##### Передача «Ширше коло» (DVD)
| Рік  | Назва пісні                           | Автори                                             | Примітки |
| ---- | ------------------------------------- | -------------------------------------------------- | --- |
| 1990 | «Наломал черемухи» (російською мовою) | Композитор — О. Морозов. Автор слів — А.Поперечний | Концертна програма за участю самодіяльних колективів і популярних естрадних виконавців, що виходила в ефір з 1976 року. У святковому випуску, приуроченому Дню міжнародної солідарності трудящих, беруть участь різноманітні танцювальні колективи, а також естрадні співаки: Тетяна Луканова, Ярослав Євдокимов, Леонід Агутін, Філіпп Кіркоров, Євген Гетьманський, Михайло Муромов, Едіта П'єха, Роксана Бабаян, Олександр Сєров та інші. Компіляція. Кінокомпанії: Держтелерадіо СРСР, Держтелерадіофонд СРСР. [Архівовано 4 березня 2016 у Wayback Machine.] |

##### Фестиваль «Пісня року» (DVD)
| Рік  | Назва пісні                                                         | Автори                                                 | Примітки |
| ---- | ------------------------------------------------------------------- | ------------------------------------------------------ | --- |
| 1981 | «Зачарованная моя» (білоруською мовою)                              | Композитор — І.Лученок. Автор слів — Г.Буравкін        | Завершальна програма Всесоюзного телевізійного фестивалю радянської пісні. Компіляція. Кінокомпанії: Держтелерадіо СРСР, Держтелерадіофонд СРСР. Звукова система: DD 5.1/2.0. Тривалість: 2 год. 30 хв. [Архівовано 4 березня 2016 у Wayback Machine.]                                                                                          |
| 1983 | «Письмо из 45-го» (російською мовою)                                | Композитор — І.Лученок. Автор слів — М.Ясень           | Завершальна програма Всесоюзного телевізійного фестивалю радянської пісні. Компіляція. Кінокомпанії: Держтелерадіо СРСР, Держтелерадіофонд СРСР. Звукова система: Dolby Digital Surround 5.1 Тривалість: 1 год. 51 хв. [Архівовано 4 березня 2016 у Wayback Machine.]                                                                           |
| 1985 | «Майский вальс» (російською мовою)                                  | Композитор — І.Лученок. Автор слів — М.Ясень           | Завершальна програма Всесоюзного телевізійного фестивалю радянської пісні. Компіляція. Кінокомпанії: Держтелерадіо СРСР, Держтелерадіофонд СРСР. Ефір 30.12.1985 р. Палац спорту «Динамо». Звукова система: Dolby Digital Surround 5.1. Тривалість: 2 год. 40 хв.,                                                                              |
| 1986 | «Берег юности» (російською мовою)                                   | Композитор — І.Лученок. Автор слів — В.Бут             | Завершальна програма Всесоюзного телевізійного фестивалю радянської пісні. Компіляція. Кінокомпанії: Держтелерадіо СРСР, Держтелерадіофонд СРСР. Звукова система: Dolby Digital Surround 5.1. Тривалість: 3 год. 33 хв. [Архівовано 4 березня 2016 у Wayback Machine.]                                                                          |
| 1987 | «И пока на Земле существует любовь…» (російською мовою)             | Композитор — І.Лученок. Автор слів — Р.Рождественський | Завершальна програма Всесоюзного телевізійного фестивалю радянської пісні. Компіляція. Кінокомпанії: Держтелерадіо СРСР, Держтелерадіофонд СРСР. Звукова система: Dolby Digital Surround 5.1. Тривалість: 3 год. 07 хв. [Архівовано 4 березня 2016 у Wayback Machine.],                                                                         |
| 1988 | «Тихая пристань» (російською мовою)                                 | Композитор — І.Лученок. Автор слів — Ю.Рибчинський     | Завершальна програма Всесоюзного телевізійного фестивалю радянської пісні. Компіляція. Кінокомпанії: Держтелерадіо СРСР, Держтелерадіофонд СРСР. Звукова система: Dolby Digital Surround 5.1. Тривалість: 2 год. 49 хв. [Архівовано 22 квітня 2016 у Wayback Machine.]                                                                          |
| 1989 | «Фантазер» (російською мовою)                                       | Композитор — О.Морозов. Автор слів — С.Романов         | Завершальна програма Всесоюзного телевізійного фестивалю радянської пісні. Компіляція. Кінокомпанії: Держтелерадіо СРСР, Держтелерадіофонд СРСР. Звукова система: Dolby Digital Surround 5.1. Тривалість: 2 год. 43 хв. [Архівовано 4 березня 2016 у Wayback Machine.],                                                                         |
| 1990 | «За Дунаем» (російською мовою)                                      | Композитор — О.Морозов. Автор слів — А.Поперечний      | Концерт Пісня 1990 (осінь). Останній проміжний випуск телефестивалю «Пісня-90». BOX 32-38. Тривалість 72 хв. |
| 1990 | «За Дунаем» (російською мовою)                                      | Композитор — О.Морозов. Автор слів — А.Поперечний      | Завершальна програма Всесоюзного телевізійного фестивалю радянської пісні. Компіляція. Кінокомпанії: Держтелерадіо СРСР, Держтелерадіофонд СРСР. Звукова система: Dolby Digital Surround 5.1. Тривалість: 3 год. 48 хв. [Архівовано 4 березня 2016 у Wayback Machine.]                                                                          |
| 2007 | Збірка «Песня 81-85» (російською мовою)                             | Компіляція                                             | Завершальні програми Всесоюзного телевізійного фестивалю радянської пісні. 5 DVD. Кінокомпанії: Держтелерадіо СРСР, Держтелерадіофонд СРСР. Дистриб'ютор — Bomba Music. Формат зображення: Standart 4:3 (1,33:1). Тривалість: 11 год. 22 хв. [Архівовано 24 вересня 2015 у Wayback Machine.]                                                    |
| 2007 | Збірка «Песня 86-90» (російською мовою)                             | Компіляція                                             | Завершальні програми Всесоюзного телевізійного фестивалю радянської пісні. 8 DVD. Кінокомпанії: Держтелерадіо СРСР, Держтелерадіофонд СРСР. Дистриб'ютор — Bomba Music. Формат зображення: Standart 4:3 (1,33:1). Тривалість: 13 год. 10 хв. [Архівовано 24 вересня 2015 у Wayback Machine.], [Архівовано 17 листопада 2015 у Wayback Machine.] |
| 2007 | Збірка «Песня 71-90» (російською мовою)                             | Компіляція                                             | Завершальні програми Всесоюзного телевізійного фестивалю радянської пісні. 20 DVD. Кінокомпанії: Держтелерадіо СРСР, Держтелерадіофонд СРСР. Дистриб'ютор — Bomba Music. Формат зображення: Standart 4:3 (1,33:1). |
| 2007 | Збірка «Советский Союз — Песня-1989/1990 (2007)» (російською мовою) | Компіляція                                             | Завершальні програми Всесоюзного телевізійного фестивалю радянської пісні. DVD. Кінокомпанії: Держтелерадіо СРСР, Держтелерадіофонд СРСР. ООО «Контакт відео». Виробник ООО «Градієнт». |
| 2008 | Збірка «Песня 71-90» (російською мовою)                             | Компіляція                                             | Завершальні програми Всесоюзного телевізійного фестивалю радянської пісні. 27 DVD. Кінокомпанії: Держтелерадіо СРСР, Держтелерадіофонд СРСР. Дистриб'ютор — Bomba Music. Формат зображення: Standart 4:3 (1,33:1). Тривалість: 50 год. 30 хв. [недоступне посилання з лютого 2019]                                                              |

##### Фестиваль «Пісня року» (CD)
| Рік  | Назва пісні                                  | Автори                                          | Примітки |
| ---- | -------------------------------------------- | ----------------------------------------------- | --- |
| 2007 | «Зачарованная моя» (білоруською мовою), 1981 | Композитор — І.Лученок. Автор слів — Г.Буравкін | Завершальна програма Всесоюзного телевізійного фестивалю радянської пісні. Компіляція. Кінокомпанії: Держтелерадіо СРСР, Держтелерадіофонд СРСР. Bomba Music, Andreyevs Production. Тривалість: 1 год. 29 хв. [Архівовано 9 березня 2016 у Wayback Machine.]                                                    |
| 2007 | «Берег юности» (російською мовою), 1986      | Композитор — І.Лученок. Автор слів — В.Бут      | Завершальна програма Всесоюзного телевізійного фестивалю радянської пісні. Компіляція. Кінокомпанії: Держтелерадіо СРСР, Держтелерадіофонд СРСР. Bomba Music, Andreyevs Production. Тривалість: 58:07 хв. [Архівовано 8 березня 2016 у Wayback Machine.]Пісня-86 [Архівовано 17 травня 2021 у Wayback Machine.] |

### Естрадний репертуар
- «А все-таки марши» (російською) — М.Дахіє, В.Плешак
- «Ах мама, маменька» (російською) — А.Поперечний, О.Морозов
- «Барабанщица» (російською) — Б.Ємельянов
- «Без вины виноватые» (російською) — В.Окороков, В.Окороков
- «Белая вьюга» (російською) — Н.Грибачов, Е.Зарицький[198]
- «Белокурая колдунья» (російською) — В.Ветрова, В.Окороков
- «Белыя крылы» (білоруською) — Г.Буравкін, Е. Зарицький[198]
- «Белые лилии» (російською) — М.Меєрович, І.Матета
- «Берег юности» (російською) — В.Бут, І.Лученок
- «Берегите матерей» (російською) — Р. Гамзатов, Е. Зарицький[198]
- «Боюсь, что разлюблю» (російською) — Р.Казакова, А.Федорков[199]
- «Будьте долгу верны» (цикл пісень російською) — Р.Гамзатов (пер. О. Я. Козловського), В.Іванов
- «Варенички» — українська народна пісня[200]
- «Верочка» (російською) — Ю.Дружков, В.Окороков
- «Весна на Заречной улице» (російською) — А.Фатьянов, Б.Мокроусов
- «В землянке» («Бьется в тесной печурке огонь») (російською) — А.Сурков, К.Лістов
- «Вечер на рейде» (російською) — А.Чуркін,[201] В.Соловйов-Сєдой
- «Вишневый сад» (російською) — Ю.Дружков, В.Окороков
- «Віють вітри» — І.Котляревський, муз. народна, обробка М.Лисенка
- «Вниз по матушке Волге» — російська народна пісня
- «Возвращение в осень» (російською) — В.Шемянський, В.Шемянський
- «Вокзал Савеловский» (російською) — А.Поперечний, О.Морозов
- «Вот какая ты, любовь!» (російською) — П.Хмара, В.Малежик
- «Все сбудется» (російською) — В.Верба,[202] Е.Зарицький[198]
- «Гандзя» («Чи є в світі молодиця») — Д.Бонковский
- «Героям Бреста» (Я иду по святой земле…(російською)) — В. Левін, Л.Захлєвний
- «Горе не горе» (російською) — В.Ветрова, В.Окороков
- «Горячий снег» (російською) — М.Львов, А.Пахмутова
- «Давай полюбим этот мир» (російською) — Ф.Царикаті[203]
- «Два кольори» — Д.Павличко, О.Білаш
- «День рождения» (російською) —
- «Динамо-82» (російською) — Г.Буравкін, І.Лученок[204]
- «До конца, до тихого креста» (російською) — Н.Рубцов, О.Морозов
- «Душевная боль» (російською) — В.Циганов, В.Окороков
- «Дивлюсь я на небо» («Небо») — М.Петренко, Л.Александрова, обробка В.Заремба
- «Европа» (російською) — В.Окороков, В.Окороков
- «Ехал я из Берлина» (російською) — Л.Ошанін, І.Дунаєвський
- «Журавли» (російською) — Р.Гамзатов (аварською, переклад російською — Н. Гребнєв), Я.Френкель
- «За белою рекой» (російською) — В. Гін (В.Гінзбурзький), О.Морозов
- «Загрусти, душа» (російською) — А.Поперечний, О.Морозов
- «Загрусти, душа моя» (російською)— А.Поперечний, А.Хоралов
- «За друзей» (російською) — О.Куланіна, В.Окороков[205]
- «За Дунаем» (російською) — А.Поперечний, О.Морозов
- «Завтрашний день» (російською) — Р. Рождественський, М. Фрадкін
- «Замова» (білоруською) — В.Некляєв, Е. Зарицький[198]
- «Зачарованная мая» (білоруською) — Г.Буравкін, І.Лученок
- «Зачарована моя» (російською) — В.Гін (В.Гінзбурзький), І.Лученок
- «Зачем же люди расстаются» (російською) — М.Рябінін, Б.Ємельянов
- «Земля молодых» (російською) — Л.Прончак, Е.Зарицький
- «Здравствуй» — лучше, чем «Прощай» (російською) — С.Білявська, В.Окороков
- «Золотце моё» (російською) — А.Поперечний, О.Морозов
- «Зря говорят» (російською) — Л.Рубальська, Е. Зарицький[198]
- «И пока на земле существует любовь» (російською) — Р. Рождественський, І.Лученок
- «Калины куст» (російською) — А.Поперечний, О.Морозов
- «Камар» — білоруська народна пісня
- «Кафе у моря» (російською) — В.Зінов'єв, І.Матета
- «Качели» (російською) — Ю.Рейдель, В.Шаїнський
- «Кветка-папараці» (білоруською) — В.Буднік, А.Гречаников[206]
- «Кветка шчасьця» (білоруською) — О.Легчилов, І.Лученок[207],[208]
- «Клубится волною» (російською) — М. Вазех, переклад П.Чайковського, А.Рубінштейн
- «Край белого дня» (російською) — Л.Ошанін, І.Лученок
- «Колодец» (російською) — С.Осіашвілі, В.Добринін
- «Колокольчик» (російською) — Г.Горбовський, О.Морозов
- «Кони степные» (російською) — А.Луговський, Е.Зарицький
- «Конокрад» (російською) — А.Поперечний, О.Морозов
- «Кораблик беленький» (російською) — Л.Дербеньов, О.Морозов
- «Красавица-невеста» (російською) — В.Гін (В.Гінзбурзький), І.Лученок
- «Кто с нами» (російською) — Н.Тряпкін, О.Морозов
- «Кукушка» (російською) — В.Кочетков,[209] І.Лученок
- «Курочка» (російською) — А.Поперечний, О.Морозов
- «Ледокол» (російською) — Л.Дербеньов,[210] І.Матета
- «Лета першага спаткання» (білоруською) — П.Кошель, І.Лученок
- «Листок календаря» (російською) — Н.Шкор, Е. Зарицький[198]
- «Любовь и ложь» (російською) — В.Ветрова, В.Окороков
- «Лучик света» (російською) — Д.Григор'єв, В.Окороков
- «Майский вальс» (російською) — М.Ясень (М.Гольдман), І.Лученок
- «Малая родина» (російською) — Ю.Паркаєв, О.Морозов
- «Маменька» (російською) — А.Поперечний, О.Морозов
- «Мамины слова» (російською) — Ю.Ремесник, А.Хоралов
- «Между двух огней» (російською) — М.Меєрович, О.Морозов
- «Между мной и тобой» (російською) — сл., муз. А.Хачатуров
- «Месяц малады» (белоруською) — Г.Буравкін, Е. Зарицький[198]
- «Метель» (російською) — М.Меєрович, О.Морозов
- «Метроном» (російською) — О.Жуков,[211] Л.Захлєвний
- «Милосердие» (російською) — М.Ясень (М.Гольдман), Л.Захлєвний
- «Мини-футбол» (російською) — Ю.Ремесник, В.Малежик
- «Мир тебе, земля!» (російською) — В. Дроздовська, Е. Зарицький[198]
- «Молитва» (російською)
- «Молчи» (російською) — А.Смогул,[212] В.Малежик
- «Муха» (російською) —
- «Набат тишины» (російською) — Д.Михлеєв, Е. Зарицький[198]
- «Наливай!» (російською) — В.Степанов, І.Матета
- «Наломал черемухи» (російською) — А.Поперечний, О.Морозов
- «На обратном пути» (російською) — Л.Рубальська, В.Мигуля
- «Напиши мне письмо» (російською) — В.Зуйков, В.Зуйков
- «Насіце ордэны» (білоруською) — А.Коваль-Волков,[213][214] Л.Захлєвний
- «Начныя кастры» (білоруською) — С. Граховський, Е. Зарицький[198]
- «Не жалей!» (російською) — Ф.Радов, О.Морозов
- «Не звони в колокола» (російською) — І.Рєзнік, В.Окороков
- «Ніч яка місячна» («Виклик») — М.Старицький, М.Лисенко
- «Нелегко удержаться в седле» (російською) — Ф.Царикаті[203]
- «Не остуди свое сердце, сынок» (російською) — В.Лазарєв,[215] В.Мигуля
- «Не рви рубаху» (російською) — Ю.Дружков, В.Окороков
- «Несе Галя воду» — українська народна пісня
- «Огни вокзала» (російською) — С.Білявська, В.Окороков
- «Ой на горі два дубки» — комп. В.Конощенко[216]
- «Ой мороз, мороз» — російська народна пісня
- «Ой червоний бурячок» — українська народна пісня
- «Осенние цветы» (російською) —
- «От любви спасенья нет» (російською) — В.Добринін
- «Ти ж мене підманула» — українська народна пісня
- «Палыновая ростань» (білоруською) — Н.Гілевич, Е.Зарицький[198]
- «Памятаю» (білоруською) —
- «Память» (Сколько вечных огней…) (російською) — В.Некляєв, Л.Захлєвний
- «Перелетные птицы» (російською) — А.Поперечний, О.Морозов
- «Перепёлочка» (російською) — А.Поперечний, О.Морозов
- «Песня любви моей» (російською) — Я.Євдокимов і А.Хачатуров, А.Хачатуров і Г.Шило
- «Песня о Минске» (російською) — І.Панкевич, В.Оловніков
- «Песня о Че Геваре» (російською) — Г.Буравкін, І.Лученок
- «Пехота» (російською) — В.Некляєв, Л.Захлєвний
- «Письмо» (російською) — В.Зуйков, В.Зуйков
- «Пісня про рушник»— А.Малишко, П.Майборода
- «Письмо из 45-го» (російською) — М.Ясень (М.Гольдман), І.Лученок
- «Победа» (російською) — М.Ясень (М.Гольдман), Л.Захлєвний
- «Подковочка» (російською) — М.Таніч, В.Окороков
- «Под лоскутным одеялом» (російською) — Л.Рубальська, О.Клевицький
- «Под окном широким» — російська народна пісня
- «Покатились деньки» (російською) — А.Поперечний, О.Морозов
- «Поле памяти» (російською) — В.Некляєв, Л.Захлєвний
- «Полинушка» (російською) — Ю.Ремесник,[217] В. Малежик
- «Полынная ростань» (російською) — Н.Гілевич, Е.Зарицький[198]
- «Последний поезд» (російською) — І.Рєзник, В.Окороков
- «Прохоровское поле» — А.Поперечний, О.Морозов
- «Разгулялся ветер» (російською) — А.Поперечний, О.Морозов
- «Разруби меня взглядом» (російською) —
- «Ребята» (російською) — В.Окороков, В.Окороков
- «Роза красная моя» (російською) — Л.Козлова, С.Коржуков
- «Ростань» (білоруською) — І.Скурко, І.Лученок
- «Світанак» (білоруською);— В.Некляєв, І.Лученок
- «Серая кошка» (російською) — А.Поперечний, О.Морозов
- «Скакал казак через долину» — російська народна пісня
- «Сладкая водочка» (російською) — Є.Муравйов, О.Морозов
- «Слёзы капают» (російською) — С.Григор'єв, В.Окороков
- «Снежинки из кружев» (російською) —
- «Снимок в газете» (російською) — М.Ясень (М.Гольдман), І.Лученок
- «Сожаление» (російською) — О.Жуков, Л.Моллер
- «Солнышко» (російською) — В.Зуйков, В.Зуйков
- «Соловей» (російською) — А.Пушкін, П.Чайковський
- «Соловьиная роща» (російською) — А.Поперечний, Д.Тухманов
- «Соловьи Хатыни» (російською) — Н.Тулупова, переклад В. Лазарева, І.Лученок
- «Старый клен» (російською) — М.Матусовський, О.Пахмутова
- «Стоп, душа» (російською) — А.Поперечний, В.Окороков
- «Так пришла к нам Победа!» (російською) — М.Ясень (М.Гольдман), Е. Зарицький[198]
- «Там за окнами» (російською) — Ю.Дружков, Л.Мялик, В.Окороков
- «Тихий уголок» («Тихая пристань») (російською) — Ю.Рибчинський, І.Лученок
- «Темная ночь» (російською) — В.Агатов, Н.Богословський
- «Только ночь» (російською) — В.Степанов, І.Матета
- «Туман» (російською) — В.Зуйков, В.Зуйков
- «32 минуты» (російською) — В.Окороков, В.Окороков
- «Україно, мати» — В.Крищенко,[218] Г.Татарченко[219]
- «Улетают птицы к югу» (російською) —
- «Улица детства» (російською) — Н.Зінов'єв, О.Морозов
- «Ураган» (російською) — А.Клименко, Г.Мчиделі
- «Уходи, любовь» (російською) — Ю.Дружков, В.Окороков
- «Фантазёр» (російською) — С.Романов, О.Морозов
- «Франтавыя дарогі» (білоруською) — Г.Буравкін, І.Лученок
- «Хорошо» (російською) — А.Поперечний, В.Окороков
- «Храм Христа» (російською) — В.Окороков, В.Окороков
- «Хрустальные цепи» (російською) — А.Демиденко, О.Морозов
- «Целую твою ладонь» (російською) — Л.Котюков, Б.Ємельянов
- «Чарка на пасашок» (білоруською) — А.Легчилов, А.Болотніков
- «Часовенка» (російською) — А.Поперечний, О.Морозов
- «Червона рута» — В.Івасюк
- «Черемшина» («Знов зозулі голос чути в лісі») — М.Юрійчук, В.Михайлюк
- «Чом ти не прийшов» — українська народна пісня
- «Чудотворная» (російською) — А.Поперечний, О.Морозов
- «Шел казак…» — російська народна пісня
- «Элегия» (російською) — Л.Галле, переклад А. Сантагано-Горчакова, Жуль Массне
- «Эмигрантка» (російською) — Р.Казакова, А.Федорков[199]
- «Это мы, Господи!» (російською) — З.Вальшонок, Б.Ємельянов
- «Эх!» (російською) — С.Білявська, В.Окороков
- «Эхо в ночи» (російською) — Л.Рубальська, Е.Зарицький[198]
- «Я перед вами с памятью своей» (російською) — О.Вертинський,[220] Л.Захлєвный

## Медіаархів

### Творчі вечори колег
| Рік  | Творчий вечір                                                                                  | Пісні                                                                                | Примітки |
| ---- | ---------------------------------------------------------------------------------------------- | ------------------------------------------------------------------------------------ | --- |
| 1988 | «Пятое время года». Авторський вечір Ігоря Лученка                                             |                                                                                      | У концерті брали участь: «Чаровніци», Великий дитячий хор Держтелерадіо СРСР, Віктор Попов, Державний концертный оркестр Білорусі, Ярослав Євдокимов, Ядвіга Поплавська, Олександр Тиханович, Тамара Гвердцителі, «Сябри», Валентина Толкунова, «Пісняри». ТК «Время». 109 хв. Трансляція 08.07.2011 р. на Центральному Інтернет ТВ. |
| 1989 | «Ни минуты покоя». Творчий вечір В'ячеслава Добриніна                                          | «Колодец» (рос. мовою)                                                               | Перший творчий вечір композитора В'ячеслава Добриніна. У концерті брали участь: Я.Євдокимов, Л.Лещенко, І.Суручану, М.Боярський, В.Легкоступова, сам В.Добринін. Про пісенну творчість композитора розповідають Ю.Філінов, Л.Рубальська, Л.Дербеньов, С.Осіашвілі. ТК НОСТАЛЬГІЯ, [Архівовано 19 серпня 2016 у Wayback Machine.] |
| 1990 | «Именины Сердца». Творчий вечір композитора Олександра Морозова. (20-ліття творчої діяльності) | «Фантазер», «За Дунаем» (рос. мовою)                                                 | На концерті «Іменини серця», присвяченому 20-літтю творчості композитора О.Морозова, звучали пісні маестро у виконанні Я.Євдокимова, Л.Сандулесу, М.Гнатюка, С.Ротару, групи «Форум». Державний центральний концертний зал «Росія». Ведуча — диктор ЦТ Тетяна Веденєєва.,Іменини серця. Творчий вечір О.Морозова [Архівовано 11 липня 2015 у Wayback Machine.] [Архівовано 25 березня 2016 у Wayback Machine.], [Архівовано 7 грудня 2015 у Wayback Machine.] |
| 1991 | Вас запрошує Лариса Рубальська                                                                 | «Под лоскутным одеялом» (рос. мовою)                                                 | Творчий вечір поетеси Л.Рубальської. У програмі беруть участь: Я.Євдокимов, В.Мигуля, В.Соломін, К.Семенова, А.Буйнов. Ведуча — Лариса Рубальська. Державний театр естради., [Архівовано 1 квітня 2016 у Wayback Machine.] |
| 1998 | «Играй, музыкант». Творчий вечір Ігоря Матети                                                  | «Кафе у моря», «До дна» (рос. мовою)                                                 | Творчий вечір композитора Ігоря Матети у державному центральному концертному залі «Росія». 26 вересня 1998 р. У програмі беруть участь: Я.Євдокимов, М.Распутіна, А.Малінін, Л.Лещенко, Т.Маркова., [Архівовано 3 квітня 2016 у Wayback Machine.] |
| 2002 | «Всё, что в жизни есть у меня». Творчий вечір В'ячеслава Добриніна                             | «Колодец» (рос. мовою)                                                               | Результатом концерту став випуск альбому «Кремлівські зірки», до якого увійшли пісні у виконанні Я.Євдокимова, В.Леонтьєва, Л.Вайкуле, А.Буйнова. Державний Кремлівський Палац., [Архівовано 19 серпня 2016 у Wayback Machine.] |
| 2003 | «А жизнь продолжается». Авторський концерт композитора Олександра Морозова                     | «За Дунаем» (рос. мовою)                                                             | Державний Кремлівський Палац. Подвійний ювілей композитора: 55-ліття і 35-ліття творчої діяльності. У березні 2003 р. відбувся творчий вечір, названий за відомою піснею композитора. Телевізійна трансляція відбулась на каналі РТР., — хв. 46,50 |
| 2004 | «Україна ненька — матушка Россия». Авторський концерт композитора Олександра Морозова          | «Фантазер», «За Дунаем» (рос. мовою)                                                 | Державний Кремлівський Палац. Телевізійна трансляція відбулась на каналі РТР. , [Архівовано 24 березня 2016 у Wayback Machine.] |
| 2004 | «Любите, пока любится!». Авторський концерт композитора Олександра Морозова                    | «Фантазер», «За Дунаем» (рос. мовою)                                                 | Державний центральний концертний зал «Росія». Концерт присвячений урочистій церемонії відкриття іменної зірки народного артиста Росії на Площі Зірок Державного центрального концертного залу «Росія» за участю О.Морозова, Й.Кобзона, Л.Лещенка, Н.Баскова, Я.Євдокимова, Е.П'єхи, Р.Ібрагімова, артистів театру пісні «Самородок». [Архівовано 1 грудня 2015 у Wayback Machine.]                                                                            |
| 2006 | «АЗБУКА ЖИЗНИ от А до Я». Ювілейний концерт В'ячеслава Добриніна                               | «Колодец» (рос. мовою)                                                               | Ювілейний концерт до 60-ліття В.Добриніна. 25 січня 2006 року. Державний Кремлівський Палац., [Архівовано 25 березня 2016 у Wayback Machine.] |
| 2008 | «Играй, музыкант». Творчий вечір Ігоря Матети                                                  | «Кафе у моря», «До дна» (рос. мовою)                                                 | , [Архівовано 25 березня 2016 у Wayback Machine.] |
| 2009 | Катерина Шавріна. «Покуролесим»                                                                | «Ех!» (дует із К.Шавріною) (рос. мовою)                                              | Концерт до 40-ліття творчої діяльності К.Шавріної. 3 квітня 2009 року. Державний театр естради., Також знято відеофільм «Покуролесим» (2009) |
| 2009 | Фелікс Царікаті: «Для вас мои песни. Для вас мое сердце»                                       | «Давай полюбим этот мир» (Я.Євдокимов, Ф.Царікаті, дует «Сладка ягода») (рос. мовою) | Ювілейний концерт у Державному центральному концертоному залі «Росія», [Архівовано 17 березня 2016 у Wayback Machine.] Третій канал. ТВЦентр [Архівовано 29 лютого 2020 у Wayback Machine.] |
| 2009 | Анатолій Поперечний: «Цей малиновий дзвін»                                                     | «За Дунаєм!» (рос. мовою)                                                            | Ювілейний творчий вечір поета-пісняра у Московському Державному театрі естради, 19.11.2009 р. Ведуча концерту — Світлана Моргунова. |
| 2011 | Ювілейний концерт композитора Бориса Ємельянова                                                | «Без вины виноватые», «Зачем же люди расстаются», «Целую твою ладонь» (рос. мовою)   | Ордена Дружби народів Центральний Будинок працівників мистецтв., |
| 2013 | «Играй, музыкант». Ювілейний вечір Ігоря Матети                                                | «Кафе у моря», «До дна» (рос. мовою)                                                 | Ювілейна програма композитора І.Матети з нагоди його 50-ліття. Державний центральний концертний зал «Росія»., [Архівовано 1 квітня 2016 у Wayback Machine.] |
| 2015 | «Від усього серця…». Ювілейний вечір Аркадія Хоралова                                          | «Мамині слова» (рос. мовою)                                                          | Ювілейний концерт Аркадія Хоралова з нагоди 65-ліття і 45-ліття творчості. Державний центральний концертний зал «Росія».12.11.2015 р. [Архівовано 30 листопада 2017 у Wayback Machine.] |

### Фільмографія
| Рік  | Назва фільму                                                  | Пісні | Примітки |
| ---- | ------------------------------------------------------------- | --- | --- |
| 1980 | Цикл пісень «Пам'ять». Фільм-концерт                          | «Поле памяти», «Носите ордена», «Милосердие», «Песня Победы» (рос.мовою) | Транслювався по ЦТ і по першій програмі всесоюзного радіо 09.05.1980 р., відразу після параду Перемоги., |
| 1980 | «Метроном». Телеконцерт приурочений Олімпіаді-80              | «Метроном», «Сожаление» (рос.мовою) | Концертна програма присвячена Олімпіаді-80. Прозвучали пісні Л.Захлєвного, Л.Моллера на вірші О.Жукова |
| 1984 | «Если б камни могли говорить». Фільм-концерт                  | «Героям Бреста» (Я иду по святой земле…) (рос. мовою), «Песня о Минске» (російською) — дует із В.Вуячичем | Концертна програма із циклу «Салют Перемоги» присвячена 40-літтю звільнення Білорусі від німецько-фашистських загарбників. У програмі беруть участь: В.Вуячич, Я.Євдокимов, В.Кучинський, Ю.Ступаков, Г.Латишев, ВІА «Сябри», військовий оркестр Мінського гарнізону ім. А.Александрова, академічний ансамбль пісні й танцю Радянської Армії… Режисер: В.Черкасов, [Архівовано 2 квітня 2016 у Wayback Machine.] |
| 1986 | «Однажды летом». Фільм-концерт                                | «Полынная ростань» (рос. мовою). Прем'єра пісні. | Гумористична й музична концертна програма. Ведучі: І. Грибуліна, О.Дитятєв. За участі В. Малєжика, Н. Рожкової, Р. Карцева, К. Семенової, В. Леонтьєва, Л. Оганезова, ансамблів «Кукуруза», «Аріель», «Браво», «Ровесник», Я.Євдокимова, О.Седової. Центральне телебачення. Ефір 30.08.1986 р. Тривалість: 01:28:18 хв.,[недоступне посилання з серпня 2019], [Архівовано 3 квітня 2016 у Wayback Machine.]      |
| 1987 | «Как прекрасны мир и земля…». Фильм-концерт                   | «Майский вальс» (рос. мовою) | Головна редакція музичних програм, [Архівовано 11 липня 2015 у Wayback Machine.], |
| 1987 | Всесоюзний фестиваль телевізійних фільмів. Концертна програма | | У 1987 році у Мінську пройшов уже XII Всесоюзний фестиваль телевізійних фільмів. У концертній програмі Всесоюзного фестивалю беруть участь: Ярослав Євдокимов, Сергій Захаров, Наталія Нурмухамедова, Полад Бюльбюль огли, Анне Вєскі, Людмила Сенчина, Михайло Боярський. |
| 1987 | «И пока на земле существует любовь…» Фільм-концерт            | «Месяц малады» (білор. мовою), «Зачарованая мая» (білор. мовою), «Віють вітри», «Полынная ростань» (рос. мовою), «Поле памяти» (рос. мовою), «Майский вальс» (рос. мовою), «Листок календаря» (рос. мовою), «И пока на Земле существует любовь…» (рос. мовою) | Пісні на вірші Г.Буравкіна, Н.Гілевича, В.Некляєва, Р.Рождественського, М.Ясеня. Музика Е.Зарицького, Л.Захлєвного, І.Лученка. За участю естрадно-хореографічних ансамблів «Чаровніци», «Сенс», симфонічного оркестру Держтелерадіо БРСР, инструментального ансамблю «Планета». Сценарій і постановка Б.Бахтіярова. [Архівовано 26 грудня 2015 у Wayback Machine.]                                               |

### ТВ-проекти

#### Концертні програми
| Рік  | Назва програми                                                                          | Пісні                                                | Примітки |
| ---- | --------------------------------------------------------------------------------------- | ---------------------------------------------------- | --- |
| 1982 | «Блакитний вогник»                                                                      | «Память» (рос. мовою)                                | Листопадовий випуск. Шістдесят п'ята річниця Великого Жовтня на радянському телебаченні із улюбленим «Блакитним вогником». У концертній студії «Останкіно» У святковому концерті беруть участь: Аліса Фрейндліх, Людмила Чурсіна, Ігор Горбачов, Людмила Сенчина, Лев Лещенко, Дмитро Гнатюк, Юрій Тимошенко і Єфим Березін (Тарапунька і Штепсель), Людмила Рюміна, Ярослав Євдокимов, Єрмек Серкебаєв, Алла Пугачева та багато інших виконавців., [Архівовано 26 лютого 2017 у Wayback Machine.] |
| 1984 | «Салют Перемоги»                                                                        | «Героям Бреста.(Я іду по святій землі)» (рос. мовою) | Програма присвячена 40-річчю звільнення Білорусі від німецько-фашистських військ. (1984 рік). ГОСТЕЛЕРАДІОФОНД. [Архівовано 2 квітня 2016 у Wayback Machine.] |
| 1984 | «Блакитний вогник»                                                                      | «Завтрашний день» (рос. мовою)                       | Листопадовий випуск, 7.11. Концертна студія «Останкіно». У концерті брали участь: Л. Зикіна, С. Ротару, В. Кікабідзе, В. Толкунова, Н. Караченцев, Я. Йоала, І. Отієва, Я. Євдокимов, ВІА «Пламя» та інші. |
| 1986 | Концерт радянської пісні і естрадної музики VII Всесоюзного з'їзду композиторів.        | «Майский вальс» (рос. мовою)                         | Концертний зал «Росія». У супроводі оркестру під керуванням Анатолія Бадхена. [Архівовано 16 березня 2016 у Wayback Machine.] |
| 1986 | Концерт радянської пісні і естрадної музики VII Всесоюзного з'їзду композиторів.        | «Майский вальс» (рос. мовою)                         | Колонний зал Будинку союзів. У супроводі оркестру під керуванням Анатолія Бадхена. [Архівовано 31 березня 2016 у Wayback Machine.] |
| 1986 | Фестиваль солдатської пісні у Біловезькій пущі                                          |                                                      | Держтелерадіофонд. Жанр: концертна програма. Виробництво: Головна редакція програм для молоді. Рік 1986. Хронометраж: 2:04:59. Ведучі: диктор М Бурцева, Д Полетаєв. Режисер: О Маркичева. Анотація: перша передача циклу конкурсних програм «Коли співають солдати» армійської і флотської самодіяльності, присвячених 70-літтю радянської армії і військово-морського флоту. Разом із учасниками фестивалю у програмі беруть участь Я.Євдокимов, М.Караченцев, В.Толкунова, вокально-інструментальні ансамблі «Вераси», «Пісняри».                                                                                           |
| 1986 | Фестиваль солдатської пісні у місті-герої Одесі                                         | «Майский вальс» (рос. мовою)                         | Держтелерадіофонд. Ідентифікаційний номер: 38856 Жанр: концертна програма. Виробництво: Головна редакція програм для молоді. Рік 1986. Хронометраж: 02:47:00. Ведучі: диктор М Бурцева, Д Полетаєв. Режисер: А Алексеєв, О Маркичева. Анотація: друга передача циклу конкурсних програм «Коли співають солдати» армійської і флотської самодіяльності, присвячених 70-літтю радянської армії і військово-морського флоту. Разом із учасниками фестивалю у програмі беруть участь Я.Євдокимов, М.Боярський, І.Ніколаєв, М.Дунаевський, А.Широченко, брати Радченки.                                                             |
| 1988 | Ширше коло                                                                              |                                                      | У передачі, присвяченій 71-й річниці Жовтня, беруть участь: Ігор Саруханов, ансамбль «Пісняри», Сергій Беліков, Володимир Кузьмін, Ярослав Євдокимов, Катерина Суржикова й учасники художньої самодіяльності. |
| 1989 | Ширше коло                                                                              | «За Дунаем» (рос. мовою)                             | Концертна програма за участю самодіяльних колективів і популярних естрадних виконавців, що виходила в ефір з 1976 року., [Архівовано 19 січня 2020 у Wayback Machine.] |
| 1989 | Заспіваймо, друзі!                                                                      |                                                      | Зйомки проводиись в Одесі. Учасники програми: композитор О.Морозов, В.Вахрамов, І.Тальков, В.Малежик, М.Распутіна, група «Електроша» (Тобольськ), Г.Галицька, група «Мона Ліза» (Москва), Р.Султанов, вокальний ансамбль «Гама» (Дніпропетровськ), народна шоу-група «Біла ворона» (Хабаровськ), В.Міщук і В.Міщук (Рига), ансамбль «Жива вода» (Білгород-Дністровський), група «Амадеус», Я. Євдокимов, група «Дюна», група «Сталкер», А.Державін. |
| 1990 | Музичний марафон                                                                        |                                                      | Жанр: концертна програма. Виробництво: Головна редакція музичних програм. Рік виробництва: 1990. Хронометраж: 02:06:00.Ведучі: А Вовк, В Вахрамов. Анотація: концертна програма за участі А.Вескі, Р.Бабаян, І.Саруханова, ансамблю «Гжель», В.Готовцевої, Я.Євдокимова та ін. |
| 1990 | Ширше коло                                                                              | «Наломал черемухи» (рос. мовою)                      | Концертна програма за участю самодіяльних колективів і популярних естрадних виконавців, що виходила в ефір з 1976 року. У святковому випуску, приуроченому Дню міжнародної солідарності трудящих, беруть участь різноманітні танцювальні колективи, а також естрадні співаки: Тетяна Луканова, Ярослав Євдокимов, Леонід Агутін, Філіпп Кіркоров, Євген Гетьманський, Михайло Муромов, Едіта П'єха, Роксана Бабаян, Олександр Сєров та інші. [Архівовано 1 квітня 2016 у Wayback Machine.], [Архівовано 1 квітня 2016 у Wayback Machine.], [Архівовано 28 березня 2016 у Wayback Machine.][недоступне посилання з серпня 2019] |
| 1990 | Ширше коло                                                                              | «Вот какая ты, любовь», «Фантазер» (рос. мовою)      | Концертна програма за участю самодіяльних колективів і популярних естрадних виконавців, що виходила в ефір з 1976 року. Нам 15 років — Новорічний ювілейний випуск [Архівовано 26 березня 2016 у Wayback Machine.], [Архівовано 25 березня 2016 у Wayback Machine.] [Архівовано 27 квітня 2016 у Wayback Machine.] |
| 1991 | Заспіваймо, друзі!                                                                      | «За Дунаем», «Ураган» (рос. мовою)                   | У третьому виїзному випуску програми у місті Вітебську беруть участь: Ігор Наджиєв, Ярослав Євдокимов, В'ячеслав Малежик, Галина Бесєдіна, Сергій Чумаков, Маша Распутіна, Філіпп Кіркоров. Самодіяльна співачка Є. Кузьміна виконає «Бабі-блюз», Д. Халід — «Марш одиноких женщин», А. Духовський — «Тум-балалайку», а вокаліст групи «Лесоповал» Сергій Коржуков «А белый лебедь на пруду»., [Архівовано 18 березня 2016 у Wayback Machine.], [Архівовано 26 березня 2016 у Wayback Machine.] |
| 1994 | «Добра і щастя вам, друзі!»                                                             | «Горе не горе» (рос. мовою)                          | Український центр мистецтв у Москві. Урочистості з нагоди 50-ліття звільнення України від німецько-фашистських зазагарбників. У концерті беруть участь артисти із України, Росії, Білорусі, а саме Я.Євдокимов, К.Шавріна, І.Саруханов, Й.Кобзон. |
| 1996 | Шарман-шоу                                                                              | «Только ночь» (рос. мовою)                           | Музична програма. Виходила із 1993 по 1996 роки на телеканалі РТР. [Архівовано 1 квітня 2016 у Wayback Machine.] |
| 1996 | Шарман-шоу                                                                              | «До дна!» (рос. мовою)                               | Музична програма. Виходила із 1993 по 1996 роки на телеканалі РТР. |
| 1996 | Шарман-шоу                                                                              | «Калины куст» (рос. мовою)                           | Музична програма. Виходила із 1993 по 1996 роки на телеканалі РТР. |
| 1998 | Міжнародний музичний фестиваль «Золотий шлягер у Могильові»                             | «Фантазер» (рос. мовою)                              | Ідея фестивалю виникла через бажання зібрати разом «забутих» артистів, що входять до «золотого фонду» радянської пісні, зберегти і продовжити найкращі традиції музичної культури у пісенному жанрі, об'єднати культурний простір країн СНД і країн далекого зарубіжжя, реалізувати ідеї спадкоємності поколінь діячів культури й мистецтва. (Білорусь), [Архівовано 16 березня 2016 у Wayback Machine.] |
| 2003 | Урочистий вечір з нагоди 40-ліття польоту першої жінки у космос — Валентини Терешкової. |                                                      | Державний концертний зал «Росія». Москва, 17 червня 2003 р. |

#### Передачі
| Рік  | Назва передачі                                                          | Примітки |
| ---- | ----------------------------------------------------------------------- | --- |
| 1991 | Музична альтанка (рос.мовою)                                            | Передача в рамках концертної програми «Споёмте, друзья!». Ведучі В.Вахрамов і Т.Веденеєва. Зйомки у м. Вітебську (Білорусь). [Архівовано 18 березня 2016 у Wayback Machine.] Споёмте, друзья! Мин. — 20.24., [Архівовано 16 березня 2016 у Wayback Machine.] |
| 1993 | Живіть і радійте. Зустріч із Ярославом Євдокимовим (рос.мовою)          | Виробництво: Студія «Народное творчество». |
| 1996 | Авторська передача Ексклюзив (рос.мовою)                                | Тольятті. Телевізійна передача про музику та її виконавців. Автор сценарію, режисер — Наталія Корсакова. (Академкіно) [Архівовано 2 квітня 2016 у Wayback Machine.] |
| 1999 | Сиреневый туман. «Уходи любовь» (рос.мовою)                             | Телеканал РТР-Росія, [Архівовано 26 березня 2016 у Wayback Machine.] |
| 1999 | Музичний ринг. Золота колекція. О.Морозов і артисти естради (рос.мовою) | Канал РТР. Автори передачі Володимир і Тамара Максимови. Запис 9 квітня 1999 р. За участі Миколи Баскова, братів Радченків, Ярослава Євдокимова, Стелли, Каті Огоньок [Архівовано 25 березня 2016 у Wayback Machine.], |
| 2004 | Принцип доміно. Прощай високосний рік (рос.мовою)                       | Телеканал НТВ, У «Принципі» може бути все. У кожній програмі — різні історії та їх обговорення, різні, але завжди цікаві гості. Ведуть програму Олена Ханга і Дана Борисова. |
| 2007 | Малахов плюс. Вся правда про жири (рос.мовою)                           | Перший телеканал. Шоу «Малахов+». Ідея передачі у тому, щоб розповісти про нетрадиційні методи лікування. Ведуть програму Геннадій Малахов і Олена Проклова. Архівний телевізійний номер передачі № 35154 Дата виходу передачі: 23.11.2007 р. |
| 2009 | Найкращі роки нашого життя. «Колодец» (рос.мовою)                       | Найкращі роки нашого життя — ретро-шоу, що виходило на каналі «Росія» з 8 листопада по 30 грудня 2009 року. Випуск 5. [Архівовано 24 березня 2016 у Wayback Machine.] |
| 2009 | На хвилі моєї пам'яті (рос.мовою)                                       | ЗОА «Первый канал. Всемирная сеть». Авторська програма О.Нестерова — це невимушена розмова про улюблену музику, що виховала декілька поколінь, із її творцями. Ті люди, що формували музичний світогляд усієї країни, розповідають нам про свою роботу, цікаві історії, пов'язані із найвідомішими творами, діляться планами на майбутнє. [Архівовано 28 листопада 2015 у Wayback Machine.] |
| 2009 | Запрошує Борис Ноткін (рос.мовою)                                       | ТВЦ. Жанр програми «Запрошує Борис Ноткін» — інтерв'ю. Тривалість: 25 хв. Дата виходу в ефір: 2009-05-24. Мова — російська. У гості до відомого ведучого приходять популярні актори, політики, спортсмени, державні діячі. Цього разу Б.Ноткін вдома у Я.Євдокимова. Частина перша [Архівовано 12 лютого 2020 у Wayback Machine.]. Частина друга [Архівовано 26 березня 2016 у Wayback Machine.], [Архівовано 5 березня 2016 у Wayback Machine.] |
| 2009 | Добрий вечір, Москва! (рос.мовою)                                       | ТВЦ. Дата виходу в ефір: 11 грудня, напередодні Дня Конституції Російської Федерації, присячений цьому святу і називається «Широка страна моя родная»… Ведучі Лариса Голубкіной та Олексій Ягудін. За участі Азізи, Аннє Вєскі, Ярослава Євдокимова, Надії Чепраги, Батирхана Шукенова, Ксенії Георгіаді, груп «Верасы», «Учкудук». |
| 2010 | Добрий вечір, Москва! Найкраще (рос.мовою)                              | ТВЦ. Тривалість: 57 хв. Дата виходу в ефір: 27.02.2010 р. Мова — російська. Беруть участь: Н.Варлей, Н. Бабкіна, Я.Євдокимов, Н. Чепрага, Р. Ібрагімов та ін. |
| 2012 | Розмова з О.Мягченковим (рос.мовою)                                     | Автор і ведучий Олександр Мягченков. Режисер О.Войтенко. Оператори: М.Мурсалов, К.Шеголєв. Виробництво, продюсер І.Каленов. Виробництво ТОВ «Медіа Група Кворум» ВАТ "ГТК «ТБ Столиця». «Розмова з Олександром Мягченковым» — телевізійна програма. «Розмова з Олександром Мягченковым» — це дві людини в студії, ведучий Олександр Мягченков і герой — цікава людина. Але це не запитання й відповіді. Це живий обмін досвідом, енергетикою, думками. У результаті такого обміну відбувається відкриття Героя. Глядачі бачать відому людину іншими очима. Ефір: 17.05.2012 року. |
| 2012 | Сьогодні увечері: Легенди радянської естради (рос.мовою)                | Перший канал. Ведучий А. Малахов. Напередодні Нового року у студії програми «Сьогодні увечері» легенди радянської естради: керівник ВІА «Ялла» Фаррух Закіров, Аннє Вескі, Нані Брегвадзе, Ярослав Євдокимов, соліст ВІА «Пісняри» Анатолій Кашепаров, солістка ВІА «Вераси» Ядвіга Поплавська та інші., [Архівовано 25 березня 2016 у Wayback Machine.], [Архівовано 16 березня 2016 у Wayback Machine.] Официальный сайт 1 канала |
| 2012 | Нехай говорять «Фантазер Ярослав Євдокимов» (рос.мовою)                 | Перший канал. У студії «Нехай говорять» обговорюють теми, про які неможливо мовчати. Часто приводом до розмови є історії про найголовніше у житті кожної людини — про кохання, сім'ю, дітей., [Архівовано 25 березня 2016 у Wayback Machine.] |
| 2013 | Сьогодні увечері. Валентина Терешкова (рос.мовою)                       | Перший канал. До студії Андрія Малахова запрошують лише відомих усім людей — в основному це представники кінематографії та шоу-бізнесу. Цього разу запрошено В.Терешкову, першу жінку-космонавта., |
| 2013 | У наш час. У новий рік — із піснею (рос.мовою)                          | Які прекрасні новорічні пісні були. Які слова. які мелодії, просто відразу хотілось поринути в танок. І зараз багато людей часто згадують і співають пісні того часу. Та й на концертах часто оголошують «хіти минулих років у сучасному виконанні». У студії програми «У наш час» пригадують новорічні пісні минулих років. |
| 2014 | Зірка у місті (рос.мовою)                                               | Перше незалежне телебачення Сєверодвінська. Канал СТВ. Ведуча Т.Шадьоркіна. Хронометраж програми: 13.05 хв. 06.04.2014 р. [Архівовано 13 липня 2015 у Wayback Machine.], [Архівовано 15 листопада 2015 у Wayback Machine.] |
| 2014 | Скажи-ка, дядя… (рос.мовою)                                             | Дана програма — це відверта розмова двох поколінь. Актори, музиканти, поети, співаки й прозаїки відповідають на провокаційні запитання ведучої, діляться власним життєвим досвідом. Крім того. студенти, присутні у гладацькому залі, завжди мають у запасі власні, інколи зовсім несподівані запитання. Ведуча — Ірина Пушкарьова. Телерадіокомпанія «Знак». Хронометраж програми: 52 хв. 17.04.2014 р. [Архівовано 29 листопада 2015 у Wayback Machine.] |
| 2015 | Дивіться, хто прийшов (рос.мовою)                                       | Обласний цілодобовий інформаційний канал «Брянская Губерния». До студії телеканалу «Брянская Губерния» приходять відомі у Росії та за її межами особистості. Це музиканти, актори, артисти різноманітних жанрів. У наформальному діалозі із ведучим вони діляться своїми думками про життя, кохання, політику — про все, що цікавить телеаудиторію. 18.03.2015 р. Хронометраж програми 17.47 хв., [Архівовано 16 березня 2016 у Wayback Machine.] |
| 2015 | Народжені в СРСР (рос.мовою)                                            | Щоденне ток-шоу на телеканалі «Ностальгія». Це інтерактивна програма у прямому ефірі. Зустрічі із відомими людьми — зірками екрану, політики, спорту й телебачення. Ведучий — Володимир Глазунов. Жанр — інтерв'ю. Тривалість — 1 год. [Архівовано 23 листопада 2016 у Wayback Machine.] |
| 2016 | Світська хроніка з Євгенією Машко (рос.мовою)                           | Уфа. Зустрічі із відомими людьми, зірками російського і світового шоу-бізнесу, театру, спорту. Провокаційні запитання і несподівані відповіді. Ведуча — Євгенія Машко. Жанр — інтерв'ю. Дата виходу передачі: 30.01.2016 року. Частина 1. Частина 2. Частина 3. |
| 2016 | «Штрихи до портрета» із Світланою Веретенніковою (рос.мовою)            | ГТРК Омськ. 12 Канал. Життєвий сценарій Ярослава Євдокимова цікавіший за популярні в Росії мильні опери. Однак, сьогодні співак — рідкісний гість на телебаченні. Соловей, народжений у неволі (в українській в'язниці) і вихований у селі: у 80-ті він заспівав на увесь Радянський Союз. Про образи і прощення, популярність і самотність народний артист Білорусі та заслужений артист Росії — у програмі. (20.03.2016). Ведуча — Світлана Веретеннікова. Жанр — інтерв'ю. Дата виходу передачі: 20.03.2016 року. Передачу знято 9 листопада 2015 року в Омській фалармонії. Тривалість: 24.28 хв. [Архівовано 1 квітня 2016 у Wayback Machine.] [Архівовано 2 березня 2020 у Wayback Machine.] |
| 2016 | Нехай говорять. Довкола «Ширше коло» (рос.мовою)                        | «Перший канал». Росія. Телевізійний проект у жанрі розважального ток-шоу. Дата виходу програми: 21.04.2016 року. Зйомки 15.04.2016 р. Ведучий — Андрій Малахов. Тривалість: 52.08 хв. У передачі: 40 років тому на екрани радянського телебачення уперше вийшла музична програма «Ширше коло», в якій кожна талановита людина нарівні з визнаними метрами естради могла прославитися на всю країну. У цій програмі глядачі вперше побачили багатьх теперішніх зірок. Н.Чепрага, Я.Євдокимов та ін. Як обирали учасників програми і хто запалював нові естрадні зірочки? [Архівовано 22 квітня 2016 у Wayback Machine.] [Архівовано 12 березня 2017 у Wayback Machine.]                             |

#### Репортажі
| Рік  | Назва програми                                                                 | Примітки |
| ---- | ------------------------------------------------------------------------------ | --- |
| 2006 | Концерт Ярослава Євдокимова зібрав у Красноярську аншлаг                       | sibnovosti.ru. Найактуальніші новини |
| 2008 | Євдокимов влаштував у цирку дискотеку                                          | PensaInform.ru. Культура. |
| 2011 | Ярослав Євдокимов                                                              | 21.03.2011 р. Телеканал СТС Курск., [Архівовано 16 березня 2016 у Wayback Machine.] |
| 2012 | Шлях у зірки. Ярослав Євдокимов заспівав ще у дідусевій кузні.                 | Телеканал НТВ., [Архівовано 18 березня 2016 у Wayback Machine.] |
| 2012 | Ярослав Євдокимов                                                              | Телеканал СТС Курск., [Архівовано 17 березня 2016 у Wayback Machine.] |
| 2013 | Ярослав Євдокимов                                                              | 19.09.2013 р. «Вісті. Воронеж». У День міста заслужений артист Росії Ярослав Євдокимов заспівав для Розсоші. |
| 2013 | Ярослав Євдокимов                                                              | «Первый областной». Челябінськ. За силою голосу його порівнювали із Карузо, а експерти пророкували йому кар'єру оперного співака. Але він обрав народні пісні. Головний фантазер, любитель колодязної води і завойовник жіночих сердець Ярослав Євдокимов заспівав для южноуральців. У глядацькій залі йшла спражня боротьба за місця ближче до сцени. Уляна Зайкова почула російсько-українського Карузо.,.                                                                                                |
| 2013 | Ярослав Євдокимов                                                              | «Первый областной». Челябінськ. 07.11.2013 р. Він не хоче співати дуетом ні з ким із сучасних зірок. А піар вважає принизливим. Цього тижня у Челябінську відбувся концерт одного із найнепублічніших співаків — Ярослава євдокимова. Артист не дає інтерв'ю, не погоджується зніматися у модних телепроєктах і не позиціонує себе із шоу бізнесом. Але спеціально для каналу ОТВ Ярослав Євдокимов зробив виняток і розповів, чому намагається перебувати у тіні.,                                         |
| 2013 | Ювілей Держфільмофонду Росії — 65 років                                        | Держфільмофонд Росії |
| 2014 | У Пензенському драмтеатрі виступив співак Ярослав Євдокимов                    | PensaInform.ru. Культура. |
| 2014 | Ярослав Євдокимов у Марінс Парк Готель. Нижній Новгород                        | Марінс Парк Готель. Нижній Новгород |
| 2014 | Колодец, колодец… В Апатитах з успіхом пройшов концерт Ярослава Євдокимова     | «Альфа Плюс» Апатитське телебачення. 6 березня на сцені палацу культури імені Єгорова виступив Ярослав Євдокимов. Творчість співака, пік популярності котрого припав на 80-ті роки, популярна серед людей старшого віку. Незважаючи на те, що на телебаченні Ярослав Євдокимов практично не з'являється, він, як і раніше, збирає повні зали. Так і цього святкового дня у палаці культури був справжній аншлаг. Побувала на концерті і наша знімальна група. [Архівовано 3 квітня 2016 у Wayback Machine.] |
| 2015 | Погода з Ярославом Євдокимовим                                                 | Телеканал «360° Подмосковье». Висвітлює повний спектр життя Московського регіону — від масштабних перетворень до сімейних історій жителів. [недоступне посилання з лютого 2019] Погода з Ярославом Євдокимовим |
| 2015 | У Сургуті виступить Ярослав Євдокимов                                          | «Сургут Информ ТВ». Помітна подія у культурному житті Сургута — концерт Ярослава Євдокимова на сцені міської філармонії. Автор — Світлана Славкіна. [Архівовано 17 листопада 2015 у Wayback Machine.] |
| 2016 | Музично-розважальна програма «МузON» № 37 від 16.03.16 р.                      | Стерлітамакське Телебачення. Ярослав Євдокимов привіз стерлітамаковцям насичену програму із нових пісень і старих добрих хітів. Ведуча — Крістіна Хасанова. «МузON» № 37 от 16.03.16 |
| 2016 | У Мар'їній Гірці (Білорусь) пройшов фестиваль пісні і музики «Травневий вальс» | Білоруська телерадіокомпанія. 1 канал Білорусі. Свою назву фестиваль отримав невипадково. Пісня, яку написав композитор І.Лученок і поет М.Ясень, уперше прозвучала в 1985 році. Її виконав народний артист Білорусі Ярослав Євдокимов на Всесоюзному телефестивалі «Пісня року». Із того часу «Травневий вальс» став піснею-символом Перемоги. Автори репортажу: Н.Сербіненко, Д.Гаркуша.(біл.) |
| 2016 | У Саранську (РФ).                                                              | Канал Росія 1. Мордовія. (ГТРК Мордовия). Автор репортажу: Антоніна Шепелєва. 31.08.2016 h/ [Архівовано 3 вересня 2016 у Wayback Machine.](рос.) |

#### Естрадні пародії
| Рік  | Назва програми    | Примітки |
| ---- | ----------------- | --- |
| 2015 | Шоу «Один в один» | Ефір від 10.05.2015 р. Марк Тішман в образі Ярослава Євдокимова. Пісня «Травневий вальс». Музична програма компанії «ВайТ Медіа», російська версія міжнародного формату «Your Face Sounds Familiar» (іспанський оригінал: «Tu cara me suena») компанії «Endemol». Шоу, в якому учасники перевтілюються в образи відомих музикантів минулого й сучасності, наживо виконують їх пісні, намагаючись зробити це схожим на оригінал. Ведучі: Ігор Вернік і Юлія Ковальчук. |

### Аудіоінтерв'ю
- Радіо «Голос Росії». Перспективи співробітництва із Національною радіокомпанією України, зокрема про програму «Доброго дня, Україно». Випуск № 5. Співак Ярослав Євдокимов розповідає про свої кулірнарні пристрасті, і вважає українську природу найгарнішою. (Архів. Випуск № 5 від 05.04.2003 (RA 28.8)
- Радіостудія АС-FM медиахолдингу «АС Байкал ТВ» (Іркутськ). 15.11.2006. Передача «Трудові будні», ведучий Семен.[297][298]
- Інтернет-радіо «Московская правда», 2012 р. «Фантазер» Ярослав Євдокимов в гостях у «Московской правды». І.Воєводін.[299]
- Радіо Росії. Саратов, 2012 р. У Саратові з успіхом пройшов виступ Ярослава Євдокимова[300]
- Радіостанція Єкатеринбурзької єпархії «Воскресение», 2014 р. Забута зірка. Ярослав Євдокимов[301]

### Голос артиста на радіостанціях
- Авторадіо (рос.)
- Всесоюзне радіо. «В рабочий полдень». Зустріч із композитором В.Мигулею. 1989 р. [Архівовано 1 квітня 2016 у Wayback Machine.](рос.)
- Дорожнє радіо  [Архівовано 4 березня 2016 у Wayback Machine.](рос.)
- DreamRadio  [Архівовано 3 жовтня 2015 у Wayback Machine.](рос.)
- «Двадцять років вінілу» Архів радіопередачі «20 років вінілу» [Архівовано 7 жовтня 2015 у Wayback Machine.]
- eee.fm (рос.)
- Зайцев.FM  [Архівовано 31 серпня 2012 у Wayback Machine.](рос.)
- zv.fm (рос.) Шаблон:Лишние ссылки
- Інтернет-радіо «Музика наших літ»   [Архівовано 25 липня 2015 у Wayback Machine.](рос.)
- Last.Fm  [Архівовано 29 листопада 2013 у Wayback Machine.](рос.)
- Міліцейская волна (рос.)
- MoreRadio [недоступне посилання](рос.)
- Moskva.FM [недоступне посилання з листопадаа 2019](рос.)
- Musico.by [недоступне посилання з лютого 2019](біл.)
- Muzmo.Ru [недоступне посилання з червня 2019](рос.)
- Myradio  [Архівовано 13 липня 2015 у Wayback Machine.]
- Online радіо xMusik.me  [Архівовано 17 жовтня 2015 у Wayback Machine.](рос.)
- Партизанське радіо (рос.)
- PATEFON.FM (рос.)
- Пітер FM [недоступне посилання з листопадаа 2019](рос.)
- PodFM.ru. Krakatuk (Radyjo Racyja). «Радыёкропка п.90-х». Хв.24.04  [Архівовано 30 вересня 2015 у Wayback Machine.](рос.)
- Політ над зоною шансон (рос.)
- PortaSound. Музика вашого настрою (Like fm 87,9)Ярослав Євдокимов [Архівовано 10 квітня 2016 у Wayback Machine.](рос.)
- Радіо Бомба (рос.)
- Радіо Дача  [Архівовано 21 липня 2015 у Wayback Machine.](рос.)
- Радіо-Континенталь (рос.)
- Радіо МЕЛОДІЯ
- РАДІОПОДМОСКОВЬЄ.РФ Берег юности. 2015-06-19 12:26, № 1405[недоступне посилання з травня 2019](рос.)
- Радіо Таксі.FM.96,4  [Архівовано 4 березня 2016 у Wayback Machine.](рос.)
- Радіо CITY Fm (рос.)
- RADIOGROM  [Архівовано 12 липня 2015 у Wayback Machine.](рос.)
- Radio v Tomske (рос.)
- Радіо Українське весілля (Україна / Вінниця) [Архівовано 19 листопада 2015 у Wayback Machine.]
- Radio For Me  [Архівовано 30 вересня 2015 у Wayback Machine.](рос.)
- Радіола, 106,2 FM  [Архівовано 30 вересня 2015 у Wayback Machine.](рос.)
- Радіостанція «Російська Служба Новин». [Архівовано 2 жовтня 2015 у Wayback Machine.](рос.)
- Слов'янське радіо  [Архівовано 24 липня 2015 у Wayback Machine.]
- 101.ru. Онлайн радіо  [Архівовано 24 липня 2015 у Wayback Machine.](рос.)
- Старе Радіо. Всесоюзне радіо — Концерт (С.Ротару, Євген Мартинов, Ярослав Євдокимов, зап.1986)  [Архівовано 30 вересня 2015 у Wayback Machine.](рос.)
- The-radio.ru [недоступне посилання з серпня 2019](рос.)
- УР 3: Ранок на радіо «Культура» («День сповіді». Літературно-музична композиція за творами В.Крищенка; пісні у виконанні М.Гнатюка, М.Мозгового, І.Бобула, Я.Євдокимова)  [Архівовано 4 березня 2016 у Wayback Machine.]
- Українське радіо. Перший канал. 22.11.2015. 06:55:03. Музичний календар. Ведуча Галина Верес. [Архівовано 22 листопада 2015 у Wayback Machine.]  [Архівовано 22 листопада 2015 у Wayback Machine.]
- Fruit.FM Жива хвиля спілкування  [Архівовано 24 липня 2015 у Wayback Machine.](рос.)
- Flymusic.FM  [Архівовано 4 березня 2016 у Wayback Machine.](рос.)
- Fmusic.mobi  [Архівовано 19 листопада 2015 у Wayback Machine.]
- 12 TUZIN.FN  [Архівовано 25 квітня 2016 у Wayback Machine.] [Архівовано 14 травня 2016 у Wayback Machine.]

### Відеозаписи концертів
| Рік  | Назва програми        | Місце проведення                                                                                                |
| ---- | --------------------- | --- |
| 2011 | «Ваші улюблені пісні» | Державний музичний театр національного мистецтва Володимира Назарова, 17.03.2011 р. Автор відео — BelezzaBene.  |
| 2015 | «Улюблені хіти»       | Палац молоді м. Уфи, 06.12.2015 р. Автор відео — Д. В. Нікіфоров. [Архівовано 19 січня 2020 у Wayback Machine.] |

### Фотоархів
- Russian Look. 28 червня 2005 р.[302]
- Іркутськ. 2006 р.[303]
- Нижній Новгород. 8 грудня 2006 р.[304]
- Санкт-Петербург. 26 серпня 2007 р.[305]
- Новосибірськ. 6 травня 2008 р.[306]
- ИНТЕРПРЕСС.РУ[307]
- Persona Stars. PhotoBank. 29 травня 2008 р.[308]
- Євдокимов знайшов українців в Уфі. 19 грудня 2008 р.[309]
- Острогожськ. 17 травня 2009 р.[310]
- Владивосток. 28 червня 2012 р.[311]
- Tassphoto[312]
- Курськ. 9 серпня 2012 р.[313]
- Зеленоград. 23 лютого 2013 р.[314]
- Фотобанк. Fotodom[315]
- Уфа. 14 грудня 2013 р.[316]
- Петрозаводськ. 4 березня 2014 р.[317]
- Уфа. 30 березня 2014 р.[318]
- Ярославль. 18 листопада 2014 р.[319]
- Нижній Тагіл. 9 лютого 2015 р.[320]
- Тихвін. Палац культури. 5 квітня 2015 р.[321]
- PROCONCERT[322]
- Kremerphoto[323]
- Профі-імідж[324]
- PhotoXPress[325]
- Петрозаводськ. 15 листопада 2015 р.[326]
- Уфа. 06 грудня 2015 р.[327]

## Присвяти Ярославові Євдокимову
- Сольный альбом В'ячеслава Климовича «… и немножко мудрый». (2004).. Посвящение Ярославу Евдокимову (ст. и муз. В. Климовича) 531 Kb (рос.)
- Стихи.ру. Романова Н. І. [Архівовано 22 липня 2015 у Wayback Machine.](рос.)
- Стихи.ру. Капранцев В. [Архівовано 4 березня 2016 у Wayback Machine.](рос.)
- Стихи.ру. Стойко А. [Архівовано 4 березня 2016 у Wayback Machine.](рос.)

## Преса про творчість артиста

### Періодика України
- Кононенко А. В. В Славутиче поют романсы / Алексей Кононенко // Зеркало недели. Украина. — 1995. — 17 марта. — С. 6. [Архівовано 2 квітня 2015 у Wayback Machine.]
- Я. Евдокимов: «Хочу приехать еще раз». Славутич К. В. — 1995. — № 3. — с. 7.
- Т.Котлова «Роза красная моя» / Татьяна Котлова // Академия. — 2002. — 6 декабря. [Архівовано 10 червня 2015 у Wayback Machine.],  [Архівовано 10 червня 2015 у Wayback Machine.]
- Стретта О. Ярослав Евдокимов: «Ныне россиянин» / Ольга Стретта // Донецкий кряж. — 2002. — 12 декабря. [Архівовано 10 червня 2015 у Wayback Machine.]
- Кручинин О. В Белоруссию я не вернусь / Олег Кручинин // [Архівовано 15 червня 2015 у Wayback Machine.]
- Марчук Л. Ярослав Євдокимов: «Я пишаюсь тим, що я українець» / Людмила Марчук // Рівне Час. — 2007. — 11 жовтня. — С. 6.
- Вальчук П. Ярослав Євдокимов — наш земляк. І син репресованої жінки / Поліна Вальчук // Сім днів. — 2007. — 12 жовтня. — С. 3.
- Омелянчук І. Короткі миті материнського щастя: про незвичайну долю матері народного артиста Білорусі, заслуженого артиста Росії Я. Євдокимова Анастасії Очеретович / Інна Омелянчук // Урядовий кур'єр. — 2007. — 12 жовтня. — С. 7.
- Новак С. Народний артист Білорусі Євдокимов мріє оселитися на Рівненщині / Сергій Новак // ВІСНИК+К. — 2007. — 21 листопада.
- Смик О. Ярослав Євдокимов / Олександр Смик // Своя музика. — 2007. — № 1. — 15 грудня.
- Гранишевская Е. Ярослав Евдокимов: «У меня связи с Запорожьем прервались» / Елена Гранишевская // Суббота+. — 2008. — 10 января.
- Жукова Т. «Вас так мало!» — писали Евдокимову восторженные поклонники / Татьяна Жукова // Акцент. — 2009. — 4 февраля. [Архівовано 5 березня 2021 у Wayback Machine.]
- Бідюк А. Озеленене місто / Алла Бідюк // Рівне-Ракурс. — 2009. — 26 березня. [Архівовано 9 червня 2016 у Wayback Machine.]
- Павловський А. І зацвітуть липи Євдокимова: [Про насадження дерев біля районного будинку культури з ініціативи нашого земляка, заслуженого артиста Білорусі Я. Євдокимова] / Андрій Павловський // Вісті Кореччини. — 2009. — 28 березня.- С.3.
- Бородин С. Красивый «Фантазер» Ярослав Евдокимов / Сергей Бородин // Семейная газета. — 2009. — 21 мая. [Архівовано 17 листопада 2015 у Wayback Machine.]
- Рівненське міжрайонне управління водного господарства // Сайт. — 2009. — 14 липня. [Архівовано 2 квітня 2015 у Wayback Machine.]
- Тубіна С. Мама зірки — співака Ярослава Євдокимова, уродженця Рівного — Анастасія Очеретович / Світлана Тубіна // Вісті Рівненщини. — 2009. — 23 липня. — С. 1,13.
- Тубіна С. Мати зірки / Світлана Тубіна // Голос України. — 2009. — 5 серпня. — С. 6.  [Архівовано 12 травня 2015 у Wayback Machine.]
- Омелянчук І. Ярослав Євдокимов: «Мені не вистачає мами й України» / Інна Омелянчук // Дивосвіт. — 2010. — N3. — С. 33-35. УДК 784. ББК Щ36. Рубрики: естрада.
- Олексієва Т. Дві жінки — дві долі / Тетяна Олексієва // ТВ Всесвіт. — 2011. — 10 березня.
- Панченко С. Зелене купало в літо упало… / Світлана Панченко // Замкова гора. — 2011. — 9 липня. [Архівовано 2 квітня 2015 у Wayback Machine.]
- Пшебільська Л. На Рівненщині посвідку на постійне проживання отримала мати Ярослава євдокимова, Народного артиста Білорусі / Людмила Пшебільська // Міграція. — 2013. — 25 березня.[недоступне посилання з серпня 2019]
- Пшебільська Л. There were a permanent residence permit have received Yaroslav Evdokimov, People's Artist of Belarus / Людмила Пшебільська // Migration. Міграція. — 2013. — 25 березня. [Архівовано 17 листопада 2015 у Wayback Machine.]
- Залуговская М. Ярослав Евдокимов: «Стараюсь быть лучше, чем на самом деле» / Маша Залуговская // Деснянка вільна + Деснянская неделя. — 2013. — 15 августа. — С.7.[http://issuu.com/desnjnka/docs/457/6 [Архівовано 10 червня 2015 у Wayback Machine.]

### Зарубіжна преса

#### Періодика Республіки Білорусь
- Астапенка А. Песня — гэта хваляванне / Алег Астапенка // Маладосць. — 1987. — № 9. — С. 165—170.
- Загородний Г. В поисках своей песни / Г. Загородний // Неман. — 1990. — № 1. — С. 171—173.
- Ерохин Р. «Может, крепко любят меня?..» / Р.Ерохин // Беларуская думка. — 1991. − № 11. — С. 50-55.
- Сафронова И. Скорпион с чарующим голосом подарил Галине Лукашенко «розу красную» / Ирина Сафронова // Вечер. Могилев. — 1998. — 11 нояб. — С. 3.
- Марадудина Н. Ярослав Евдокимов: «Слышу о себе много чепухи» / Нина Марадудина // Вечерний Минск. — 1999. — 12 марта.
- Клыга А. «Роза красная» Ярослава Евдокимова / Алина Клыга // Гомел. праўда. — 1999. — 18 сак.
- Ядревский Г. Евдокимов пролетел над городом «фанерой» / Геннадий Ядревский // Вечер. Брест. — 1999. — 3 нояб. — С. 1–2.
- Якушава Т. Не хачу быць рабом свайго голасу! / Таццяна Якушава // Культура. — 1999. — № 18/19. — С. 16.
- Шлык Ф. Ярослава Евдокимова в Бобруйске помнят / Ф. Шлык // Нар. газ. — 1999. — 3 крас. — С. 6.
- Улевич О. Композитор Лученок ищет киллера для певца Евдокимова? / Ольга Улевич // Комсомольская правда в Белоруссии. — 2000. − 4 октября.Комсомольская правда. — 2000. − 4 октября.
- Версии: вы готовы умереть за президента? //БелГазета. — 2001. — 12 февраля.[Архівовано 30 травня 2016 у Wayback Machine.]
- Ярослав Евдокимов. Отречение // Хартия'97 — Новости Беларуси. — 2001. — 11 июля.
- Слова и дела. Ярослав, ты не прав? // БелГазета. — 2001. — № 30. 6 августа.БелГазета № 30 (296) 06 августа 2001 г. События. Оценки [Архівовано 15 березня 2016 у Wayback Machine.]
- Эйсмант М. Бунтар Яраслаў Еўдакімаў: вядомы беларускі спявак Я. Еўдакімаў адмовіўся ад звання «Народны артыст Беларусі» / Марыя Эйсмант // Нар. воля. — 2001. — 25 кастр.
- Калі Лукашэнка застанецца пры ўладзе, Яраслаў Еўдакімаў адмовіцца ад званьня народнага артыста // Хартия'97 — Новости Беларуси. — 2001. — 23 жніўня.
- Рымашэўская В. ВЯДОМЫ БЕЛАРУСКІ СЬПЯВАК ЯРАСЛАЎ ЕЎДАКІМАЎ АДМОВІЎСЯ АД ЗВАНЬНЯ «НАРОДНЫ АРТЫСТ БЕЛАРУСІ» / Вольша Рымашэўская // Радыё Свабода. — Менск. — 2001. — 8 лістапада. [Архівовано 24 вересня 2015 у Wayback Machine.]
- Падбярэскі З. «Кветка шчасьця» / Зьміцер Падбярэскі // Радыё Свабода. — Менск. — 2002. — 28 красавіка.
- Кривец Н., Улевич О. Кому посвящены белоруские шлягеры / Наталья Кривец, Ольга Улевич // Комсомольская правда. Бедарусь. — 2004. — 20 февраля.
- Шавыркін М. Ліст з 45-га. Анталогія беларускай песні / Міхась Шавыркін // Звязда. Беларуская Газета. — 2005. — 28 красавіка  [Архівовано 18 травня 2015 у Wayback Machine.]
- Андриевич В., Хлыстун В. Белорусский вокзал встречает Победителей // Владимир Андриевич, Виктор Хлыстун // Звязда. Беларуская Газета. — 2005. — 12 мая. № 84 (25416). [Архівовано 24 грудня 2015 у Wayback Machine.]
- Варабей М. Яраслаў ЕЎДАКІМАЎ: «Я не шукаю для сябе тытулаваных кампазітараў — мне патрэбны таленавітыя» / Марына Варабей // news. 21. BY. — 2005. — 24 лістапада. [Архівовано 10 червня 2015 у Wayback Machine.]
- Ярослав Евдокимов: «Мне не нравится то, что в Беларуси происходит. Выборы прошли какие-то странные» // Хартия'97 — Новости Беларуси. — 2006. — 27 июля.
- Яраслаў Еўдакімаў: Мне не падабаецца атмасфэра у Беларусі // Наша Ніва. — 2006. — 27 ліпеня. [Архівовано 25 вересня 2015 у Wayback Machine.]
- Ярослав Евдокимов: в Беларуси я персона нон грата // Новости TUT.BY. — 2006. — 12 ноября. [Архівовано 10 червня 2015 у Wayback Machine.]
- Шевчук И. Дело было в армии… / Игорь Шевчук // NAVINY.BY. — 2007. — 23 февраля.
- Слуцкая А. Госконтроль обвиняет Ярослава Евдокимова в захвате земли / Александра Слуцкая // «КП» в Белоруссии. — 2007. — 31 июля.
- Миклошевский З. Передать незаконно возведенные дворцы детям / Зенон Миклошевский // Заўтра тваёй краіны. — 2007. — 28 сентября. [Архівовано 10 березня 2016 у Wayback Machine.]
- Старовойтова Э. Малахов+Хлыстов / Эльвира Старовойтова // МВ.Магілёўскія ведамасці. — 2007. — 3 декабря. [Архівовано 24 червня 2016 у Wayback Machine.]
- Андрэеў І. Ці адбяруць лецішча ў Яраслава Еўдакімава? / Ігар Андрэеў // Тут і цяпер. — 2009. — 15 студзеня. [Архівовано 27 січня 2016 у Wayback Machine.]
- Павловская Д. Ярослав Евдокимов ушел в религию / Даша Павловская // Народная воля. — 2009. — 12 ноября. [Архівовано 10 червня 2015 у Wayback Machine.]
- Юрый Антонаў, Сафія Ратару і Яраслаў Еўдакімаў апошні тыдзень у Полацку. — Краязнаўчы музей, Полацк.— 2009. — 21 жніўня. [Архівовано 4 березня 2016 у Wayback Machine.]
- Коктыш М. Ярослав Евдокимов впервые познакомился со своим братом / Марина Коктыш // Народная воля. — 2013. — 19 февраля.Народная воля. — 2013. — 19 февраля. [Архівовано 15 березня 2016 у Wayback Machine.]
- Шидловская С. В художественной галерее М.Савицкого в фотографиях представлена жизнь страны за полвека / Светлана Шидловская // Минск-новости. — 2014. — 03 июля.Минск-новости.03.07.2014 [Архівовано 5 травня 2016 у Wayback Machine.]
- Гілевіч Н. У віры быцця і дум… Роздумы. Хто зацікаўлны? (10.11.2002) / Ніл Гілевіч // Верасень. — 2014. — № 1. — С. 173—174. [Архівовано 17 листопада 2015 у Wayback Machine.]
- Бяласін, Я. Казак выставіў партрэты вядомых літаратараў, артыстаў і спартоўцаў : [аб адкрыцці ў Брэсцкай абласной бібліятэцы выставы берасцейскага мастака] / Яўген Бяласін // Брестский курьер. — 2016. — 18 февраля (№ 8). — С. 24  [Архівовано 8 березня 2016 у Wayback Machine.]
- Панізьнік С. Ручнікі плылі… Да гісторыі адной песні / Сяргей Панізьнік // Новы час Online. — 2016. — 3 мая.Ручнікі плылі… Да гісторыі адной песні [Архівовано 10 червня 2016 у Wayback Machine.]
- Коктыш М. Ярослав ЕВДОКИМОВ: «Просто сердце кровью обливается!..» / Марина Коктыш // Народная воля. — 2017. — 13 сакавіка.

#### Періодика Російської Федерації
- Агафонов А. Фантазер Евдокимов дал концерт в одной из зон Красноярска / Агафонов Андрей // Красноярский комсомолец. — 1992. — 15 августа. (Kaleda.ru.) [Архівовано 15 червня 2015 у Wayback Machine.]
- Кушанашвили О. Ярослав Евдокимов — жертва травли / Отар Кушанашвили // Новый взгляд. — 1993. — 14 августа. [Архівовано 10 червня 2015 у Wayback Machine.]
- Кушанашвили О. Ярослав Евдокимов Любимая женщина / Отар Кушанашвили // Новый взгляд. — 1993. — 16 октября. [Архівовано 7 квітня 2016 у Wayback Machine.]
- Снежинская А. Евдокимов уже обгоняет поезд / Алена Снежинская // Музыкальная правда. — 1995. — 29 сентября. [Архівовано 10 червня 2015 у Wayback Machine.]
- Снежинская А. Ярослав Евдокимов: «Хочется остаться одному, но долго не протянешь» / Алена Снежинская // Моя газета. — 1995. — 4 октября. [Архівовано 10 червня 2015 у Wayback Machine.]
- Гусейнова Ю. Ярослав Евдокимов: «Можете меня пощупать» / Юлия Гусейнова // Ежедневные новости. — 2000. — 16 марта.,  [Архівовано 15 червня 2015 у Wayback Machine.],
- Вдовина Т. Горячий Хлопец! / Татьяна Вдовина // Столица Саранск. [Архівовано 15 червня 2015 у Wayback Machine.]
- Каледа Г. Ярослав Евдокимов: "Я удивился, когда узнал, что Киркоров вдруг запел мою песню «Роза красная»! / Геннадий Каледа // Kaleda.ru. — 2000. — 27 марта. [Архівовано 15 червня 2015 у Wayback Machine.]
- Сегал Л. Ярослав Евдокимов / Лариса Сегал // Relga. — 2000. — 23 сентября. [Архівовано 10 червня 2015 у Wayback Machine.]
- Катанян Д. Ярослав Евдокимов: «Я не светский человек» / Дмитрий Катанян // ТРР-Телевидение и радио. — 2000. — № 13. [Архівовано 10 червня 2015 у Wayback Machine.]
- Евдокимов Я.: «Не будь со мной такою, колючая моя» // Комсомольская правда. — 2001. − 20 июля.
- Кучинский В. Обыкновенный блеф / Валерий Кучинский // Беларусь сегодня. — 2001. − 03 августа. [Архівовано 30 травня 2016 у Wayback Machine.]
- Муранова М. Батька расшугал певчих птах / Марина Муранова // Независимая газета. — 2002. − 25 января. [Архівовано 10 червня 2015 у Wayback Machine.]
- Барышева И. Раз пошли на дело. Фольклор народов Африки / Ирина Барышева // Независимая газета. — 2002. − 8 февраля.
- Архипова Е., Белобрагин В. Ярослав Евдокимов: «Мне в детстве дарили в основном деревянные самодельные игрушечки» / Екатерина Архипова, Виталий Белобрагин // Люди и игрушки. — 2002. — 14 октября. [Архівовано 2 липня 2015 у Wayback Machine.]
- Американская улыбка Ярослава Евдокимова // CITYOUT Санкт-Петербург. — 2002. — 25 ноября. [Архівовано 10 червня 2015 у Wayback Machine.]
- Ярослав Евдокимов // Городской дилижанс. Еженедельная газета. — 2003. − 3 апреля.
- Беляев А., Камтаринов М., Муранова М. Женюсь на одной, а остальные? / Александр Беляев, Марк Камтаринов, Марина Муранова // Российская газета. — 2004. — 4 марта. [Архівовано 30 червня 2015 у Wayback Machine.]
- Логвинов И. Душа раскрывается в песне / Игорь Логвинов // Гудок. — 2004. — 13 октября. [Архівовано 10 червня 2015 у Wayback Machine.]
- Безрук С. Ярослав Евдокимов: «Очарование доброты» / Сергей Безрук // Неделя в Подлипках. — 2005. — 6 октября.
- Зацепина О. В Тюмени Ярослав Евдокимов бьет рекорды продаж / Ольга Зацепина // NewsProm.Ru. — 2006. — 14 февраля. [Архівовано 10 червня 2015 у Wayback Machine.]
- Давлетшина Р. Красивый «Фантазер» / Рита Давлетшина // Магнитогорский металл. — 2006. — 27 февраля. [Архівовано 10 червня 2015 у Wayback Machine.]
- Курпатина Ж. Ярослав Евдокимов: «Уважающим себя певцам — не место на телевидении!» / Жанна Курпатина // АиФ-Смоленск. — 2006. — 2 марта. [Архівовано 10 червня 2015 у Wayback Machine.]
- Воеводин И. Ярослав Евдокимов: «Мое творчество от печки» / Игорь Воеводин // Московская правда. — 2006. — 11 марта.
- Королев А. Поет, как дед / Арсений Корольев // Симбирский курьер. — 2006. — 6 апреля. [Архівовано 10 червня 2015 у Wayback Machine.]
- Ярослав Евдокимов: «Мой тур приурочен к моему 60-летию» // АС Байкал ТВ. Медиахолдинг. — 2006.
- Ярослав евдокимов: Перед концертами читаю «Отче наш» // Комсомольская правда. Воронеж — 2006. — 20 апреля. [Архівовано 6 серпня 2016 у Wayback Machine.]
- Гарипова Н. Ярослав Евдокимов: «Поверьте, скучно не будет» / Наталия Гарипова // Вечерние Челны. — 2006. — 26 апреля.
- Боровлева И. Секрет молодости Ярослава Евдокимова / Ирина Боровлева // Вечерний Ставрополь. — 2006. — 28 апреля.
- В Ставрополе Ярослав Евдокимов искал Полину // Комсомольская правда. — 2006. — 28 апреля. [Архівовано 14 червня 2015 у Wayback Machine.]
- Ярослав Евдокимов: «С Минском меня связывает только дочка» // Комсольская правда. — 2006. — 27 июля.[недоступне посилання]
- Заруцкая Н. Ярослав Евдокимов: говорил на русском, пел на белорусском / Наталья Заруцкая // Российская газета. Союз. — 2006. — 5 октября.
- Покоева И. К нам едет Евдокимов / Ирина Покоева // Пятница. — 2006. — 3 ноября. [Архівовано 10 червня 2015 у Wayback Machine.]
- Новинская К. Музыка под снегом / Ксения Новинская // Премьер. Вологодская областная газета. — 2006. — 16 ноября.
- Покоева И. Ярослав Евдокимов выступил в Иркутске / Ирина Покоева // Пятница. — 2006. — 17 ноября. [Архівовано 10 червня 2015 у Wayback Machine.]
- До концерта Ярослава Евдокимова в Южно-Сахалинске считали дни // Компания «Корпорация Событий». — 2006. — 26 ноября.[недоступне посилання з жовтня 2019]
- Кокина-Славина Т. Ярослав Евдокимов: «Певцы самые плохие мужья» / Татьяна Кокина-Славина // Нижегородский рабочий. — 2006. [Архівовано 10 червня 2015 у Wayback Machine.]
- Авдюшкина Н. Ярослав Евдокимов: «В Москве реализоваться гораздо легче» / Наталия Авдюшкина // Газета 35. — 2006. — 28 нояб. — С. 17.
- Возвращение рядового Евдокимова // Вечерний Северодвинск. — 2006. — 7 декабря. [Архівовано 5 березня 2016 у Wayback Machine.]
- Звездова В. Ярослав Евдокимов / Вера Звездова // Нижегородские новости. — 2006. — 18 декабря. [Архівовано 10 червня 2015 у Wayback Machine.]
- Ивашечкина М. В Брянске Ярослав Евдокимов ходил по воде / Мария Ивашечкина // Комсомольская правда-Брянск. — 2007. — 1 марта.
- Заслуженный артист России на смоленской сцене // ГТРК Смоленск. — 2007. — 2 марта. [Архівовано 16 лютого 2016 у Wayback Machine.],  [Архівовано 12 березня 2016 у Wayback Machine.]
- Зиновьева С. Ярослав Евдокимов: «Пою душой и сердцем» / Светлана Зиновьева // Родник (Раменское). — 2007. — 7 марта.
- Ануфрикова Л. «Все начинается с любви!» / Лидия Ануфрикова // Машиностроитель. — 2007. — 19 марта. С.4.
- Андреев С. «Протезом» по народному артисту / Сергей Андреев // Газета «Смена». — 2007. — 21 марта. С.10. [Архівовано 20 квітня 2016 у Wayback Machine.]
- Грошева И. Ярослав Евдокимов спел для тюменки Лидии и для Туры / Инна Грошева // Вслух.ru. — 2007. — 26 марта. [Архівовано 4 березня 2016 у Wayback Machine.]
- Мирная Н. Роскошь баритона подарил Ярослав Евдокимов / Наталья Мирная // Пятигорская правда. — 2007. — 19 июля. С.11. [Архівовано 13 серпня 2016 у Wayback Machine.]
- У Киркорова отобрали песню // Комсомольская правда. — 2007. — 23 июля.
- Рыкусов В. После концерта / Вадим Рыкусов // Правда Севера. — 2007. — 27 октября. [Архівовано 10 червня 2015 у Wayback Machine.]
- Ярослав Евдокимов: «На современной эстраде мне места нет!» // Новые рубежи. — 2007.
- Павленко С. Декабрь гастрольный / Сергей павленко // Красноярский рабочий. — 2007. — 1 декабря.  [Архівовано 17 листопада 2015 у Wayback Machine.]
- Воинский Т. Голос Ярослава / Тодор Воинский // Тюменская правда. — 2008. — 12 января.  [Архівовано 14 травня 2022 у Wayback Machine.]
- Романов С. «Рай — в душе человека!» — интервью с Ярославом Евдокимовым / Сергей Романов // Вечный Зов. — 2008. [Архівовано 20 травня 2015 у Wayback Machine.]
- Смирнова О. Ярослав Евдокимов спел вместе с туляками / Ольга Смирнова // MysloНовости. — 2008. — 3 марта. [Архівовано 10 червня 2015 у Wayback Machine.]
- Ермолина Л. Кумир остался прежним / Людмила Ермолина // Алтайская правда. — 2008. — 10 апреля.
- Щиголева Е. «Пою душой и сердцем» / Елена Щиголева // Вечерний Барнаул. — 2008. — 11 апреля.
- Евдокимов устроил в цирке дискотеку // PenzaInform.ru. Культура. — 2008. — 29 апреля.[недоступне посилання з лютого 2019]
- Ярослав Евдокимов: «Я приехал в Саратов голодный и злой» // Комсомольская правда. — 2008. — 4 мая. [Архівовано 10 червня 2015 у Wayback Machine.]
- Ярослав Евдокимов: «Благодаря „Майскому вальсу“ я купил квартиру» // Теленеделя. — 2008. — 7 июня.
- Шучалина Д. Качественной эстрады в России больше нет, считает певец Сергей Захаров / Дарья Шучалина // СЫКТЫВКАР, РИА Новости — 2008. — 6 июля. [Архівовано 7 березня 2016 у Wayback Machine.]
- Звездова В. Звездная быль / Вера Звездова // Online Газета. — 2008. — 25 сентября.
- Одним из самых удачных концертов назвал Ярослав Евдокимов гастроли в Вологде // Новости Вологды и Вологодской области. — 2008. — 27 октября.
- Золотых О. Евдокимов споет о «Колодце» / Ольга Золотых // Вечерний Челябинск. — 2008. — 2 декабря. [Архівовано 24 липня 2015 у Wayback Machine.]
- Евдокимов расцеловал волгоградок. Любимцы публики // Родной город. — 2008. — 17 декабря.
- Киян М. Уфимцы помогли Ярославу Евдокимоу справиться с последствиями кризиса / Мила Киян // Комсомольская правда. — 2008. — 19 декабря. [Архівовано 10 червня 2015 у Wayback Machine.]
- Кокина-Славина Т. Ярослав Евдокимов: На подлости реагирую мгновенно и с яростью / Татьяна Кокина-Славина // ЭКСПРЕСС газета. — 2009. — 5 ноября. [Архівовано 17 листопада 2015 у Wayback Machine.]
- Кокина-Славина Т. Пусть Киев с вас берет пример! / Татьяна Кокина-Славина // Нижегородские новости. — 2009. — 9 ноября. [Архівовано 10 червня 2015 у Wayback Machine.]
- Астафьев Н. Снова праздник на нашей улице / Николай Астафьев // Волго-Невский Проспект.— 2009. — 30 ноября.
- Кузьмина О. Евдокимов пел на заказ / Оксана Кузьмина // Открытая для Всех и Каждого. — 2010. — 2 февраля. [Архівовано 10 червня 2015 у Wayback Machine.]
- Мирошниченко М. Ярослав Евдокимов пустил самарцев в пляс / Мария Мирошниченко // Комсомольская правда. — 2010. — 3 ноября. [Архівовано 10 червня 2015 у Wayback Machine.]
- Штименко С. Брянских женщин восхитил все тот же Ярослав Евдокимов / Светлана Штименко // ИА Город_24. — 2010. — 21 ноября.
- Лапина Т. Ярослав Евдокимов: «Я благодарен пиратам!» / Татьяна Лапина // Телепульт. — 2010. — 23 ноября.
- Баркова М., Мирошниченко М. Как встретят новый год звезды шоу-бизнеса / Марина Баркова, Мария Мирошниченко // Комсомольская правда. — 2010. — 27 декабря. [Архівовано 20 вересня 2015 у Wayback Machine.]
- Лычагин В. На сцене «Октября» / Владимир Лычагин // Общественно-политическая газета Климовского специализированного патронного завода имени Ю. В. Андропова. — 2011. — 15 апреля.[http://info-profile.ru/article.aspx?articleId=1528&issueId=236%5Bнедоступне+посилання+з+травня+2019%5D][недоступне посилання з жовтня 2019]
- Седых Г. Ярослав Евдокимов / Галина Седых // Прогноз развития. — 2011. — 8 мая.
- Чернова М. Неожиданное откровение / Марина Чернова // Премьер. Вологодская областная газета. — 2011. — 24 мая. [Архівовано 10 червня 2015 у Wayback Machine.]
- Максименко Л. Ярослав Евдокимов, узнав про открытие музея ГУЛАГа в Кузбассе. признался, что тоже родился в тюрьме / Лариса Максименко // Комсомольская правда. — 2011. — 4 ноября. [Архівовано 3 вересня 2015 у Wayback Machine.]
- Попова Т. Евдокимов вылечил омичку песнями / Татьяна Попова // Omsk GAZETA. — 2011. — 8 ноября.,  [Архівовано 4 березня 2016 у Wayback Machine.]
- Баркова М. Ярослав Евдокимов думал, что в Самаре живут одни украинцы / Марина Баркова // Комомольская правда. — 2012. — 17 февраля. [Архівовано 10 червня 2015 у Wayback Machine.]
- Подъяблонская Т. Ветеранов Воронежа поздравит певец Ярослав Евдокимов / Татьяна Подъяблонская. — Комсомольская правда. — 2012. — 3 мая. [Архівовано 10 червня 2015 у Wayback Machine.]
- Воеводин И. «Фантазер» Ярослав Евдокимов в гостях у «Московской правды» / Игорь Воеводин // Московская правда. — 2012. — 28 мая. [Архівовано 14 липня 2014 у Wayback Machine.]
- Евдан Ю. Ярослав Евдокимов пропел «Многая лета» саммиту АТЭС во Владивостоке / Юрий Евдан // PrimaMedia. — 2012. — 28 июня. [Архівовано 10 червня 2015 у Wayback Machine.]
- Павлюченко О. Ярослав Евдокимов: «Врать не умею, живу как все» / Олеся Павлюченко // Свеча. — 2012. — 25 июня.
- Кузьмин В. Евдокимов за Дунаем / Валерий Кузьмин // Коммунар. — 2012. — 10 июля. [Архівовано 10 червня 2015 у Wayback Machine.]
- Карпач М. О концерте Ярослава Евдокимова в городском дворце культуры / Михаил Карпач // Приамурские Ведомости. Он-лайн газета Хабаровска. — 2012. — 13 июля. [недоступне посилання з серпня 2019]
- Воеводин И. В попутчиках бродяга ветер / Игорь Воеводин // Гудок. — 2012. — 24 августа.
- Желтов П. В наше время такого не было / Павел Желтов // Приазовские степи. — 2012. — 10 октября. [Архівовано 10 червня 2015 у Wayback Machine.]
- Ярослав Евдокимов, певец, кумир всех женщин СССР / Почта России. — 2012. — № 12. — С.65.
- В Советском районе Воронежа провели праздничный концерт для ветеранов войны // Коммуна. Инфопортал Воронежа и Воронежской области. — 2013. — 25 января. [Архівовано 10 червня 2015 у Wayback Machine.]
- Бонд А. Концерт Ярослава Евдокимова в Зеленоградском ДК / Алекс Бонд // Мобильный репортер. — 2013. — 24 февраля.
- Юдина Д. Ярослав Евдокимов: «Ульяновск — очень чистый город» / Дарья Юдина // Аргументы и факты. — 2013. — 30 апреля. [Архівовано 10 червня 2015 у Wayback Machine.]
- Абумова Е. Помнит сердце, не забудет никогда / Елена Абумова // Хакасия. — 2013. — 17 мая. [Архівовано 10 червня 2015 у Wayback Machine.]
- В Саранске Госфильмофонд РФ отпраздновал 65-летие / Валентина Зотикова // Российская Газета. — 2014. — 24 июня. [Архівовано 1 жовтня 2015 у Wayback Machine.]Презентация состоялась
- Жителей Советского района Воронежа поздравили с 40-летием со дня его основания // Коммуна. — 2013. — 24 июня. [Архівовано 10 червня 2015 у Wayback Machine.]
- Дурнова Т. С наступлением заката / Татьяна Дурнова // Наше время. — 2013. — 13 сентября. [Архівовано 6 березня 2021 у Wayback Machine.]
- С юбилеем, Россошь! Фото. Видео // Сайт города Россошь. — 2013. — 15 сентября.[недоступне посилання з лютого 2019]
- Салтыкова Е. Артист Ярослав Евдокимов рассказал «ОГ» о своих корнях / Елена Салтыкова // Областная газета (Свердловская обл.). — 2013. — 12 ноября. [Архівовано 3 травня 2015 у Wayback Machine.]
- Евдокимов нашел украинцев в Уфе // Комсомольская правда. — 2013. — 4 декабря. [Архівовано 20 листопада 2015 у Wayback Machine.]
- Зверева Н. Ярослав Евдокимов: «Когда я вспоминаю детство, мне хочется пойти перекусить» / Наталья Зверева // Афиша. — 2013. — 16 декабря. [Архівовано 10 червня 2015 у Wayback Machine.]
- Васильева В. Музыка, с которой так хочется жить / Валентина Васильева // Вести Стрельны. — 2013. — 26 декабря. — С. 2.
- Зверева Н. Ярослав Евдокимов: «Мне нравятся женщины, которых есть за что жалеть» / Наталья Зверева // Метро74. — 2014. — 14 января.[недоступне посилання з серпня 2019]
- Евполов Д. Известный певец Ярослав Евдокимов выступил в Барнауле / Дмитрий Евполов // Amic.ru. — 2014. — 15 апреля. [Архівовано 10 червня 2015 у Wayback Machine.]
- Евполов Д. Известный певец Ярослав Евдокимов: «Теплее, чем в Барнауле, нигде не принимали» / Дмитрий Евполов // Amic.ru. — 2014. — 16 апреля. [Архівовано 10 червня 2015 у Wayback Machine.]
- В Пензенском драмтеатре выступил певец Ярослав Евдокимов // PenzaInform.ru. — 2014. — 3 июня. [Архівовано 14 липня 2014 у Wayback Machine.]
- Ярослав Евдокимов в Волгограде пел по заявкам и говорил о смысле жизни // Родной город. — 2014. — 5 июня. [Архівовано 10 червня 2014 у Wayback Machine.]
- В Волгограде Ярослав Евдокимов раскрыл секрет счастья // Родной город. — 2014. — 11 июня. [Архівовано 13 червня 2014 у Wayback Machine.]
- Брюзгина В. На подтанцовках у Ярослав Евдокимова / Валентина Брюзгина // Куранты-Маяк. — 2013. — 20 июня. [Архівовано 10 червня 2015 у Wayback Machine.]
- Карандюк К. Вопрос дня: Что вам особенно памятно? / Кирилл Карандюк // Российская Газета. — 2014. — 18 сентября. [Архівовано 30 червня 2015 у Wayback Machine.]
- Марченко И. Кто созидал, создавал и верил… / Инна Марченко // Газета «Наш выбор». — 2014. — 25 сентября. [Архівовано 5 лютого 2016 у Wayback Machine.]
- Ручников П. С песней по жизни / Петр Ручников // Тверская жизнь. — 2014. — 21 октября.
- Евдокимов исполнит в Челябинске песни с душой и для души // Вечерний Челябинск. — 2015. — 4 февраля. [Архівовано 18 січня 2021 у Wayback Machine.]
- Королькова И. «XXI век и война. Это страшно, не должно быть вражды!»: известный певец выступил на тагильской сцене" / Ирина Королькова // TagilCity.ru. — 2015. — 16 февраля. [Архівовано 10 червня 2015 у Wayback Machine.]
- В Курске на торжественном собрании к 23 февраля споет Ярослав Евдокимов // Новости Курска от 46ТВ. — 2015. — 20 февраля. [Архівовано 10 червня 2015 у Wayback Machine.]
- «Бокситогорский десант» в плену у музыки // Новый путь. — 2015. — 7 апреля. [Архівовано 10 червня 2015 у Wayback Machine.]
- Волкова А. Проникновенную встречу нескольких поколений подготовила к празднику Победы Управа Советского района г. Воронежа / Алина Волкова // Экономика и жизнь. Черноземье. — 2015. — 6 мая. [Архівовано 20 червня 2015 у Wayback Machine.]
- Егоров С. Денис Глушаков: «Фантазера» ставлю. Но диджеем быть не планирую / Сергей Егоров // Sovsport.ru. — 2015. — 19 сентября.,  [Архівовано 2 жовтня 2015 у Wayback Machine.],  [Архівовано 10 квітня 2016 у Wayback Machine.]
- Ильинский Д. Ярослав Евдокимов: Мама думала, что я женюсь на Ротару / Дмитрий Ильинский // Собеседник RU. — 2015. — 5 ноября. [Архівовано 9 листопада 2015 у Wayback Machine.],  [Архівовано 17 листопада 2015 у Wayback Machine.]
- Гончаров М. Чествование тружеников и концерт / Михаил Гончаров // «Родина». Общественно-политическая газета Ивнянского района. — 2015. — 03 октября. Выпуск № 80-81 (9656-9657).
- Вахитов А. Ярослав Евдокимов споет в Уфе свои лучшие песни / Азат Вахитов // MKRU Уфа. — 2015. — 26 ноября.Ярослав Евдокимов споет в Уфе свои лучшие песни [Архівовано 8 грудня 2015 у Wayback Machine.]
- Лучший голос Белоруссии выступит в Стерлитамаке // Cityopen.ru. — 2015. — 02 декабря. Лучший голос Белоруссии выступит в Стерлитамаке
- Хлапова Н. В Ярославле выступит Ярослав Евдокимов / Наталья Хлапова // Комсомольская правда. — 2015. — 10 декабря.В Ярославле выступит Ярослав Евдокимов [Архівовано 26 січня 2016 у Wayback Machine.]
- Куцмус: Теперь нас называют фантазёрами // Официальный сайт ВК «Зенит-Казань». — 2016. — 1 января.Официальный сайт ВК «Зенит-Казань». Куцмус: Теперь нас называют фантазёрами [Архівовано 4 березня 2016 у Wayback Machine.]Куцмус: теперь нас называют фантазёрами [Архівовано 31 грудня 2015 у Wayback Machine.]
- В Челябинск едет Ярослав Евдокимов // Вечерний Челябинск. — 2016. — 7 апреля.В Челябинск едет Ярослав Евдокимов [Архівовано 19 квітня 2016 у Wayback Machine.]